# Jules César
Vous lisez un « bon article » labellisé en 2007.
Pour les articles homonymes, voir Jules César (homonymie), César et Iulius Caesar.
Sauf précision contraire, les dates de cet article sont sous-entendues « avant l'ère commune », c'est-à-dire « avant Jésus-Christ ».
Jules César (en latin : Caius Iulius Caesar à sa naissance, Imperator Iulius Caesar Divus après sa mort), aussi simplement appelé César, est un conquérant, homme d'État et écrivain romain, né le 12 ou le 13 juillet 100 av. J.-C. à Rome et mort le 15 mars 44 av. J.-C. (aux ides de mars) dans la même ville.
Son parcours unique, au cœur du dernier siècle de la République romaine — bouleversée par les tensions sociales et les guerres civiles —, marque le monde romain. Ambitieux, il s'appuie sur le courant réformateur et démagogue (populares) pour favoriser son ascension politique. Stratège et tacticien, il repousse, à l'aide de ses armées, les frontières de la République romaine jusqu'au Rhin et à l'océan Atlantique en conquérant la Gaule, puis utilise ses légions pour s’emparer du pouvoir au cours de la guerre civile l’opposant à Pompée, son ancien allié, puis aux républicains.
Acclamé comme un imperator favorisé des dieux, seul maître à Rome après une suite de victoires foudroyantes sur ses adversaires, il entreprend de réformer l’État et satisfait les revendications de la mouvance des populares. Pour ce faire, il concentre progressivement de nombreux pouvoirs exceptionnels, adossés à une politique de culte de la personnalité inédite reposant sur ses ascendances divines et sa fortune personnelle.
Adoré du peuple, pour qui il fait montre de largesses frumentaires, économiques et foncières, il se fait nommer dictateur, d'abord pour dix ans avec des pouvoirs constitutionnels, puis à vie. Soupçonné de vouloir instaurer par ces mesures une nouvelle monarchie à Rome, il est assassiné peu après par une conspiration de sénateurs dirigée par Brutus et Cassius. Jules César est néanmoins divinisé.
Son héritage est rapidement l'objet d'une nouvelle guerre civile entre ses partisans et successeurs, Marc Antoine et son fils adoptif par testament, Octave. Triomphant de ses adversaires, Octave achève par sa victoire et par l'élimination des derniers républicains la réforme de la République romaine, qui laisse place au principat. Le nom César devient synonyme de pouvoir. Sa personnalité et son parcours sont l'objet de nombreux récits plus ou moins enjolivés dans les cultures du monde entier ; de même, sont désignées par le terme de « césarisme » les attitudes politiques visant à faire reposer un pouvoir personnel fort sur l'approbation populaire et sur le plébiscite.

## Sources
L'époque de Jules César est connue grâce à de nombreuses sources historiques, qu'elles soient primaires (littéraires, numismatiques, épigraphiques, archéologiques) ou secondaires, parmi lesquelles on reconstitue les écrits ayant servi à leur composition, dans la discipline historique de la Quellenforschung. 
Le problème est que César a souvent été vu comme un personnage paradoxal en raison de ses actes et de sa personnalité, de sorte que les contemporains adoptèrent un jugement divisé, ambigu, propice aux réhabilitations et aux fréquents changements de points de vue. Quoique cette période de l'Antiquité soit l'une des plus fournies en sources, le portrait est faussé en fonction de l'idéologie et de la vision que l'on a de lui.

### Sources primaires
Les sources primaires permettant de connaître la vie de César, ses actions et ses idées sont naturellement en premier lieu les écrits de César lui-même et les trois récits de guerre insérés dans le corpus césarien. À ce premier noyau de source, il faut ajouter d'autres contemporains : l'historien Salluste, bien que ses deux Lettres à César en 50 et 46 av. J.-C. soient probablement apocryphes, ; les informations issues du prolifique Cicéron sont fondamentales : contemporain du dictateur, tantôt adversaire, tantôt allié de circonstance, il fait de nombreuses mentions de ses relations avec César dans sa correspondance. Le fameux orateur romain est une source historique de premier intérêt grâce à ses traités et à sa correspondance, bien que les recueils ne respectent pas la chronologie précise. Varron, homme politique et grammairien de la fin de la République romaine, est également une source mais fait vraisemblablement peu profession de ses idées personnelles et ne rallie le camp de César qu'après sa victoire à Pharsale, une fois Pompée éliminé.
La Libertas que confisque César au profit de son idéal réformateur et de son ambition d'éteindre la guerre civile[réf. nécessaire] eut un effet relativement négatif sur bon nombre de commentateurs contemporains, issus de l'aristocratie romaine. Asinius Pollion, dont la chronique est perdue, aurait ainsi changé de camp, se ralliant à Octave. Les mêmes problèmes d'interprétation se posent pour un historien inconnu et dont l'œuvre est perdue, probablement Lucius Aelius Tubero (qui aurait apprécié la stratégie militaire de César mais critiqué sa politique) ; il est utilisé par Dion Cassius. Tite-Live, surnommé « le pompéien » par Auguste, n'est pas conservé pour l'époque césarienne, seules subsistent des periochae très sommaires, son attitude à l'égard de César nous sont inaccessibles, bien qu'il soit probable qu'en tant que proche d'Auguste, il ait été relativement clément à l'égard du dictateur assassiné, malgré son ambivalence entre monarchisme contraint ou républicain convaincu, selon Ronald Syme. La periocha CXVI rapporte néanmoins plusieurs motifs qui valent à César la haine de ses concitoyens.

### Sources secondaires d'époque impériale
Les sources secondaires sont confrontées à plusieurs problèmes car certaines des œuvres faisant état de la vie de Jules César oscillent entre une quête de moralisme et un vrai souci d'analyse historique. Ces sources, surtout contemporaines des débuts de l'Empire, portent en elles la distance avec la défense du régime républicain, désormais aboli et lointain. Peu de sources secondaires furent donc hostiles à César, mais il peut y subsister des influences venant des sources primaires utilisées par les historiens ultérieurs. Tite-Live a été beaucoup lu, notamment par Lucain. Asinius Pollion, contemporain de César a laissé une œuvre, aujourd'hui perdue, qui contenait de nombreuses informations sur les événements. Cet ouvrage a servi de source pour bon nombre d'écrivains postérieurs comme Florus et Suétone.
Les propos de Florus, Suétone, Flavius Josèphe, Plutarque, Appien et Dion Cassius sont généralement plutôt favorables à César, bien qu'emprunts d'une forme d'exagération voire de complaisance.

### Numismatique, épigraphie et archéologie
Parmi les autres sources contemporaines, la numismatique est surtout utilisée pour la dernière partie de sa carrière, pour ce que les émissions monétaires disent de sa communication politique et religieuse. L'épigraphie est beaucoup moins développée qu'à l'époque impériale et est souvent mal attribuée, telle les tables d'Héraclée, probablement plus anciennes que l'époque de Jules César. L'archéologie demeure une source fondamentale pour comprendre notamment les entreprises militaires de César : au cours de ses longues campagnes en Gaule et par la suite, César entreprend de nombreux sièges, campements de marche, établit de nombreuses colonies à travers le monde romain, tant et si bien que de nombreux lieux portent encore la trace de ce passage dans leur toponymie. Les camps romains dits Camp de César sont nombreux en France bien que plusieurs d'entre eux soient inauthentiques. Parmi les sites archéologiques célèbres sur lesquels la présence de Jules César est attestée, on peut mentionner bien sûr le site de la bataille d'Alésia, ou encore Bibracte et Gergovie. L'archéologie à Rome et en Gaule permet également de mieux cerner César et les constructions qui lui sont attribuées, notamment le Forum de César et les Saepta Julia.

Monnaies émises sous la dictature de César
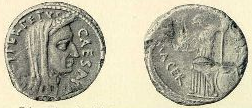
Monnaie de Jules César en pontifex maximus avec légende CAESAR DICT PERPETVO. Au revers : P SEPELLIVS MACER, avec Vénus debout à gauche, tenant une victoire et un sceptre ; au pied du sceptre, un bouclier (Crawford, Roman Republican Coinage, 480/12).
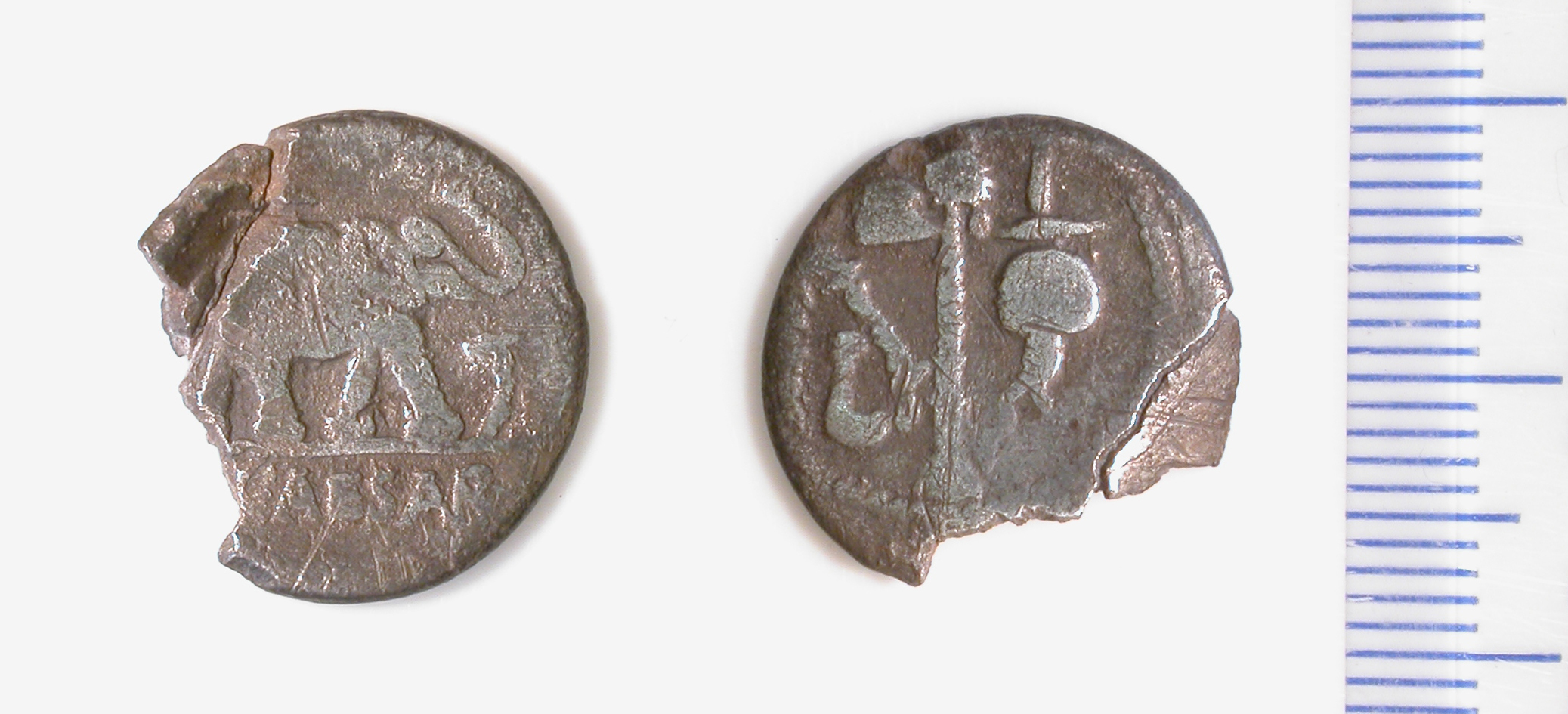
Denier de Jules César, frappé entre 49 et 48 av. J.-C. Au droit, emblèmes pontificaux (culullus, aspergillum, hache et apex). Au revers, un éléphant à droite, piétinant un serpent (Crawford, Roman Republican Coinage, 443/1).
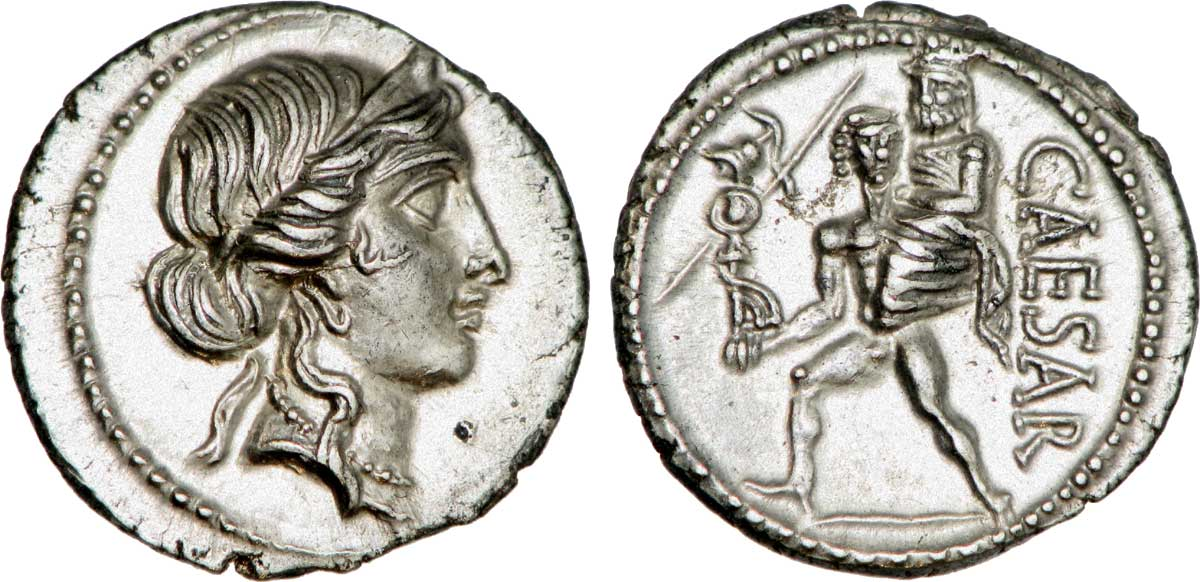
Denier frappé sous César célébrant l'ascendance de la gens Iulia. Au droit, tête de Vénus à droite. Au revers CAESAR avec Énée debout à gauche, portant le palladium dans la main droite et portant Anchise(Crawford, Roman Republican Coinage, 458/1).

## Biographie

### Jeunesse et formation

#### Origines familiales
L'appellation Caius Julius Caesar « IV » est une convention des historiens modernes ; elle est liée à l'habitude, dans les familles patriciennes romaines (les gentes), de donner les mêmes prénom (praenomen), nom de gens (nomen) et surnom ou nom de famille (cognomen) aux descendants en ligne directe d'un même pater famillias, lesquels se trouvent donc avoir tous le même nom romain complet sur plusieurs générations d'héritiers, ce qui peut être source de confusion.
Dans le cas de la suite des différents « Caius Julius Caesar », l'identité des numéros III (le père de Jules César), et II (son grand-père), ne fait pas de doute, ils sont notamment mentionnés par Suétone et Pline l'Ancien et cités dans les Fastes d'Antium. Pour Wilhelm Drumann le numéro I est son arrière-grand-père, qu'il identifie à un historien mentionné par Tite-Live, mais les indices sont ténus. On connaît un autre Caius Julius Caesar dans l'ascendance de Jules César : Caius Julius Caesar Strabo Vopiscus, peut-être son arrière-arrière-grand-oncle. Jules César est le fils de Caius Julius Caesar III et d’Aurelia Cotta, femme exemplaire et de grande vertu, selon Tacite et Plutarque, également d’origine patricienne puisque issue de la gens Aurelia (trois de ses frères furent consuls). L'essentiel de la recherche contemporaine s'accorde au XXIe siècle sur la naissance généralement rapportée par les sources antiques, qui la posent à la date du 12 juillet 100 av. J.-C..
Jules César est issu d'une gens patricienne, les Jules ou Iules (Iulii), qui fait remonter ses origines aux temps les plus anciens de l'histoire de Rome. Les Iulii revendiquent des origines mythiques qui la font descendre de Vénus et de son fils Énée, dans une histoire dont la trame semblent déjà établie vers 200 av. J.-C. : le fils d’Énée et de Créuse, Ascagne — qui a gagné le nom de Iulus au combat — fonde et règne sur Albe la Longue, où se sont établies les familles rescapées de la Guerre de Troie ; lorsque Albe est détruite par le roi romain Tullus Hostilius, ce dernier transfère les familles « troyennes » à Rome où elles sont intégrées au cercle restreint des familles patriciennes. César évoque à plusieurs reprises ce lignage divin, notamment à l'occasion des funérailles de sa tante Julia Caesaris, veuve de Marius, et consacre un temple à Venus Genitrix sur le forum Julii.
Initialement praenomen, Caesar devient le cognomen familial à une date inconnue, et son origine donne lieu à diverses interprétations antiques, qui n'ont toutefois pas de fondement solide. Entre autres explications, une origine populaire du nom est évoquée par le grammairien Sextus Pompeius Festus pour lequel il dériverait de caesaries (« cheveux ») mais Ovide évoque également le terme caeso, dérivé du verbe caedere (« couper »).
Son père, Caius Julius Caesar III, ne dépasse pas, dans sa carrière politique, le rang de préteur en 92 av. J.-C. et meurt subitement un matin de 85 av. J.-C. en mettant ses chaussures ; César est alors âgé de quinze ans. Son oncle, Sextus Julius Caesar III, obtient le consulat en 91 av. J.-C. mais meurt au siège d’Asculum lors de la Guerre sociale. On considère traditionnellement qu'avant César, les Iulii forment en réalité une gens patricienne d'importance mineure, qui avait exercé aux siècles précédents quelques consulats mais ne faisait pas partie, au début du Ier siècle av. J.-C., de la cinquantaine de familles de la nobilitas qui fournissent la plupart des consuls et qui ont un contrôle sur les institutions et les magistratures de la cité. Les Iulii connurent des revers de fortune, et sont quelque peu désargentés aux débuts de Jules César, qui grandit dans le quartier de Subure, zone de Rome de mauvaise réputation.
Selon Tacite, en mêlant dévouement maternel et ferme discipline, sa mère Aurelia donna à Caius et ses deux sœurs Julia une éducation exemplaire. Cicéron attribuera à cette éducation familiale et à des études assidues l’élégance du latin de César et la qualité de son éloquence, César ayant en effet écrit plusieurs ouvrages théoriques (perdus) sur la grammaire et la rhétorique. Plutarque et Suétone souligneront aussi son art des relations en société : amabilité et politesse envers ses hôtes, prodigalité sans retenue, savoir-vivre et bonne tenue dans les banquets (Caton, qui pourtant le déteste, lui accorde qu’il est le seul ambitieux qui ne s’enivre pas), conversation brillante et cultivée. Ces qualités de séduction seront ses premiers atouts dans la vie publique romaine, qu'il commence à partir de 84 av. J.-C., alors qu'il a 16 ans.

#### Jeunesse de César
La jeunesse de Jules César se déroule durant de violentes luttes politiques qui opposent à Rome les optimates aux populares. Les premiers maintiennent une ligne conservatrice et aristocratique qui place le sénat romain au cœur de la République. Les seconds veulent satisfaire les revendications sociales et accorder plus de place politique aux Italiens et aux provinciaux, en intégrant à la citoyenneté de nouvelles élites, en redistribuant les terres publiques accumulées dans les mains de quelques grandes familles au cours des conquêtes, et en donnant plus de pouvoir aux membres de l'ordre équestre.
Jules César grandit ainsi au milieu de troubles sanglants : combats de rue à Rome en 88 av. J.-C. entre les partisans de Caius Marius, chef des populares, et ceux de Sylla, puis victoire des légions de Sylla sur les marianistes en 82 av. J.-C., suivie d'impitoyables chasses à l'homme contre les proscrits du camp adverse. Son précepteur jusqu'à sa prise de la toge virile est Marcus Antonius Gnipho.
Ses relations familiales placent Jules César parmi les populares. Sa tante Julia a été l’épouse du consul Marius et lui-même épouse en 84 av. J.-C. Cornelia Cinna, fille de Cinna, successeur de Marius à la tête de la mouvance populaire. Malgré ces alliances familiales, Jules César ne semble pas s'être joint aux marianistes les plus extrémistes lors de la guerre civile contre Sylla, peut-être aussi car il est trop jeune pour entrer dans ces affrontements. Il est possible que César ait suivi les modérés qui se rallièrent à Sylla.
En 84 av. J.-C., César est choisi (ou est candidat) au sacerdoce de flamen dialis (premier prêtre de Jupiter) à la suite du suicide de Lucius Cornelius Merula durant les proscriptions marianistes. Ce poste honorifique lui aurait interdit toute activité guerrière, donc d'entreprendre le cursus honorum. Sylla exige alors que César divorce de Cornelia Cinna et rompe ainsi ses derniers liens avec les marianistes pour être éligible à ce poste. César refuse et se cache jusqu’à ce que de puissants protecteurs, dont son oncle Lucius Aurelius Cotta, fassent fléchir Sylla et cesser la traque. Sylla a entre-temps bloqué sa nomination comme flamen dialis et les interdits qui l'accompagnent (ainsi que la dot de sa femme et une partie de son héritage). Prudent, César quitte Rome.
Il s'enrôle vers 80 av. J.-C. dans l’armée et rejoint le préteur Marcus Minucius Thermus sur le théâtre d’opérations militaires en Asie, où Lucullus assiège la cité de Mytilène, capitale de Lesbos qui s’est ralliée à Mithridate VI. César reçoit pour mission de demander au roi de Bithynie, Nicomède IV, le renfort de sa flotte. Suétone se fait l'écho d’une rumeur sur la réputation de César, rapportant qu’il se serait prostitué à Nicomède, vice le plus méprisable aux yeux des Romains : il aurait servi d'échanson à la cour du roi et aurait partagé sa couche. Cette suspicion, une lourde et classique plaisanterie entre soldats plutôt qu'une réalité indémontrable, a longtemps suivi César, exploitée par ses adversaires qui le qualifient entre autres injures de « reine de Bithynie », jusqu'à son triomphe final, quand ses troupes autorisées à le railler le brocardent « César a soumis les Gaules, Nicomède a soumis César ».
Lors de la prise de Mytilène, César accomplit un acte que les historiens ne précisent pas, mais qui lui vaut en récompense une couronne civique, décoration militaire habituellement décernée pour avoir sauvé au combat la vie d'un concitoyen. César sert encore en Cilicie sous les ordres de Servilius Isauricus, puis est démobilisé.
À la mort de Sylla en 78 av. J.-C., César demeure quelque temps en Asie. Selon Plutarque, lors de son trajet sur la mer Égée en 75 av. J.-C., il est enlevé par des pirates ciliciens qui le font prisonnier durant 38 jours sur l'île de Farmakonisi et réclament une rançon de vingt talents d'or. César déclare en valoir cinquante, et promet de revenir exécuter les pirates après sa libération, ce qu'il fait effectivement : après avoir lancé quatre galères transportant 500 hommes armés, il les capture dans leur repaire et les fait crucifier. Puis il perfectionne son éloquence auprès du célèbre rhéteur grec Molon de Rhodes.
De retour à Rome, il commence sa vie publique en attaquant en justice le proconsul Cnaeus Cornelius Dolabella qui vient d'achever son mandat en Macédoine et l'accuse de concussion. Malgré les discours de César et les nombreux témoins à charge qu'il cite, la cible a trop de poids politique : Dolabella est acquitté, probablement par solidarité de classe avec ses juges, tous issus du Sénat. César tente une seconde attaque contre Caius Antonius Hybrida, qui faillit réussir. Antonius dut recourir à l'intervention des tribuns de la plèbe pour échapper à une condamnation.

#### Ascension de César

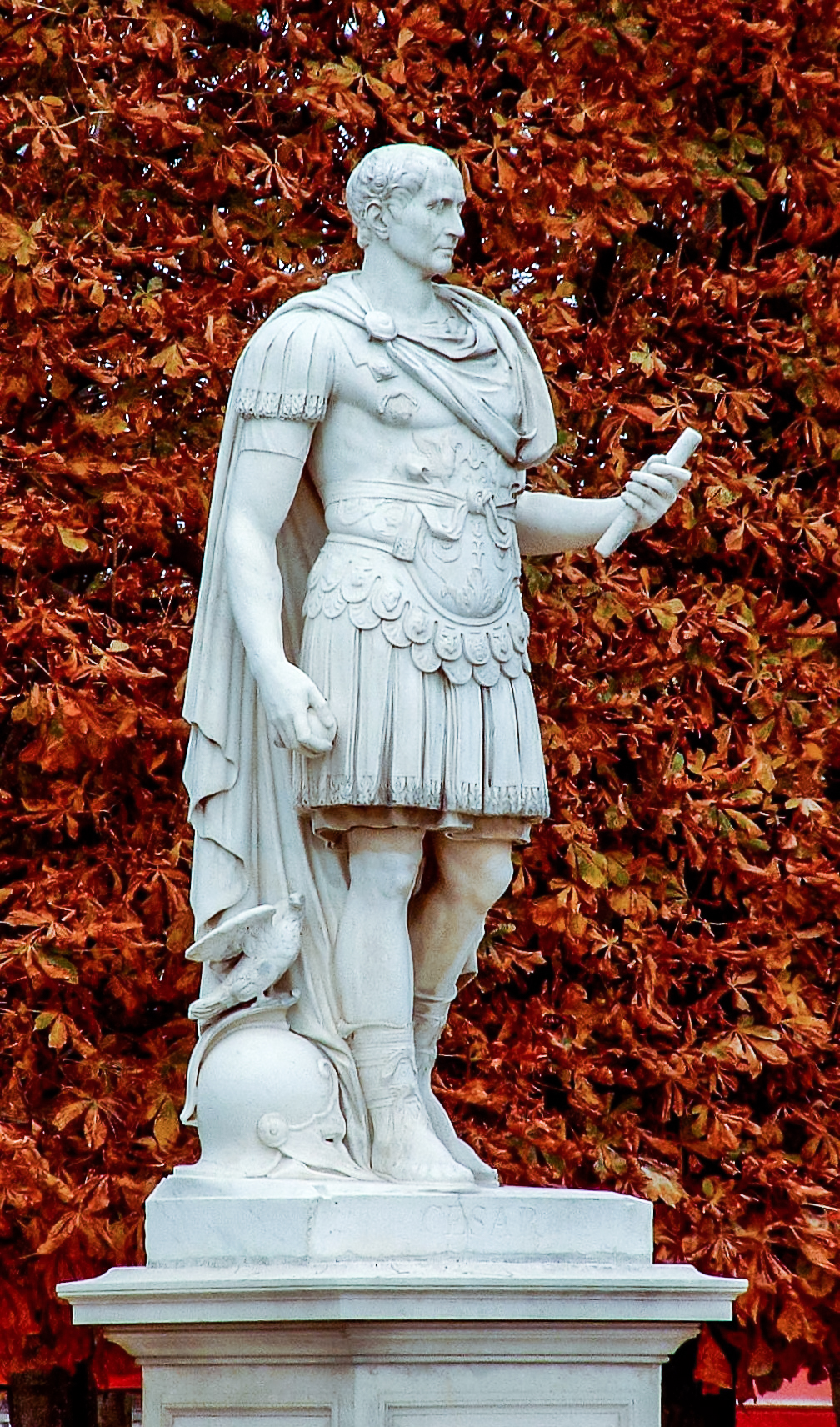
César (1688-1694, marbre d'après l'antique), jardin des Tuileries.

Après ces premières expériences, César développe ses relations, dépensant beaucoup en réceptions, et entame le parcours politique classique (cursus honorum) : tribun militaire, questeur en 69 av. J.-C. en Hispanie. Comme édile en 65 av. J.-C., il capte la faveur du peuple en rétablissant le pouvoir des tribuns de la plèbe et en relevant les statues de Marius. Chargé de l’organisation des jeux, il emprunte massivement pour en donner de spectaculaires, alignant selon Plutarque le nombre record de 320 paires de gladiateurs.
Parallèlement, César poursuit son activité judiciaire, pour des causes qui flattent le courant des populares. En 64 av. J.-C., il intente des procès contre d’anciens partisans de Sylla, fait condamner Lucius Liscius et Lucius Bellienus, payés pour avoir ramené la tête de proscrits. Mais il échoue contre Catilina, les jurés se refusant à condamner un membre de la vieille famille des Cornelii. L’année suivante en 63 av. J.-C., avec l’aide du tribun de la plèbe Titus Labienus, César tente un coup juridique extravagant en accusant de haute trahison le vieux sénateur syllanien Caius Rabirius pour des faits anciens de trente-sept ans : le meurtre du tribun de la plèbe Saturninus. L’affaire est sans précédent depuis le légendaire procès d’Horace. Cicéron assure la défense de Rabirius (Pro Rabirio), mais les deux juges désignés par le préteur ne sont autres que César lui-même et son cousin Sextus. Rabirius est condamné, mais fait appel au peuple romain, son jugement devant les comices est reporté puis l’affaire est finalement abandonnée,.
César se fait élire en 63 au titre de pontifex maximus grâce à une campagne financée par Crassus. Il dépense d’importantes sommes d’argent et contracte de nombreuses dettes, afin de remporter les suffrages des comices tributes, contre deux anciens consuls (Servilius Isauricus et Quintus Catulus), plus âgés et expérimentés que lui. Selon l’usage, César s’installe dans la demeure du pontife à la Regia, et exerce sa fonction jusqu’à sa mort.
Désigné préteur urbain pour l'année suivante au moment de la conjuration de Catilina (63), il ne fait rien, selon Suétone, pour la prévenir. Lors du vote au Sénat sur le sort des complices de Catilina, César s'oppose à leur exécution immédiate qu'il considère illégale. Il propose de répartir les conjurés à travers les prisons des municipes et de confisquer leurs biens, mais son avis est mis en minorité après l'intervention de Caton. L'animosité des sénateurs à son égard est telle que ses amis doivent l'aider à quitter discrètement les lieux. Quelques mois plus tard, il est accusé de complicité. Il est contraint de demander de l'aide à Cicéron qui témoigne avoir spontanément apporté des informations sur la conjuration et qui fait emprisonner ses calomniateurs.
Envoyé comme propréteur en Bétique (Hispanie) en 60 av. J.-C., il ne peut partir qu’après avoir donné des cautions à ses créanciers,. Son départ précipité de Rome est motivé par sa volonté d’échapper à une action judiciaire éventuellement engagée à la fin de sa charge. César mène son premier commandement par une offensive contre les Ibères encore insoumis. Après avoir pacifié la province, il revient à Rome afin d’y défiler en triomphe pour son succès militaire puis de briguer le consulat. Mais les préparatifs du triomphe lui imposent de stationner hors de Rome, tandis qu’il doit y être présent pour poser sa candidature dans les délais. Il demande une dérogation, que Caton fait traîner en palabres. César doit choisir, et renonce à son triomphe pour viser le consulat.

### Du consul au conquérant des Gaules

#### Formation du premier triumvirat et premier consulat
L'homme le plus en vue à cette date est Pompée, après sa victoire en Orient contre le roi Mithridate VI. Cette campagne a permis à Rome de s'étendre en Bithynie, au Pont et en Syrie. Pompée revient couvert de gloire avec ses légions mais conformément à la règle, il les licencie après avoir reçu le triomphe, en 61 av. J.-C.
Au faîte de la gloire, Pompée demande des terres pour ses anciens soldats et la confirmation des avantages qu’il a promis pour les cités et princes d’Orient, mais le Sénat refuse. César exploite opportunément la déception de Pompée, le rapproche de Crassus, et forme avec eux le premier triumvirat. Cet accord secret scelle une alliance entre les trois hommes, chacun s’abstenant de réaliser des actions nuisibles à l’un des trois. César renforce peu après cette alliance en mariant sa fille Julia à Pompée.
Grâce au financement de sa campagne électorale par Crassus, César est élu consul en 59 av. J.-C., en ralliant notamment à sa cause Lucius Lucceius, un de ses éventuels compétiteurs.
Durant son mandat, il ne laisse à son collègue le conservateur Marcus Calpurnius Bibulus qu’une ombre d’autorité. Bibulus et Caton multiplient les actions d’obstruction contre César, mais ils sont chassés du forum lors de la promulgation d’une loi agraire. À la suite de cet incident, Bibulus se retire chez lui jusqu’à la fin de son mandat, laissant le pouvoir à César qui l’exerce seul,. Suétone rapporte quelques vers décrivant la situation politique :

« Ce que César a fait, qui d’entre nous l’ignore ? — Ce qu’a fait Bibulus, moi je le cherche encore. »

César peut désormais légiférer comme un tribun, selon l’expression de Plutarque, satisfaire les revendications des populares, rendre des gages à Pompée et gagner de nouveaux soutiens auprès des chevaliers et des provinciaux : passant outre aux protestations des sénateurs Lucullus et Caton, il fait ratifier les initiatives de Pompée qui a réorganisé les principautés du Moyen-Orient sans demander l’avis du Sénat ; il promulgue plusieurs lois agraires : distribution aux vétérans de Pompée de parcelles des terres publiques (l’ager publicus), faisant de Capoue une colonie romaine, achat de terres à des particuliers qui sont ensuite distribuées à 20 000 citoyens pauvres. La diminution d’un tiers du fermage dû par les publicains à l’État est une aubaine pour les chevaliers, affairistes et banquiers (lex de publicanis). Sa loi contre la concussion (lex Iulia de repetundis) permet enfin de sanctionner d’amendes les gouverneurs de province qui monnayent leurs interventions ou se livrent à des exactions financières. Enfin, il place le Sénat sous le contrôle de l’opinion publique, en faisant publier les comptes rendus de séance (Actus senatus).
Cette activité politique va de pair avec une activité mondaine soutenue : Suétone prête à César entre autres maîtresses les épouses de Crassus et Pompée, et, ce qui paraît mieux attesté, Servilia, la demi-sœur de Caton. Plus officiellement, César épouse Calpurnia, fille de Calpurnius Pison, consul désigné pour l’année suivante, ce qui lui assure une future protection politique. César se fait un autre allié en la personne de Clodius Pulcher, qui a pourtant courtisé sa précédente épouse, en satisfaisant une requête qui lui tient à cœur : troquer son rang de patricien pour celui de plébéien et postuler ainsi à l’élection de tribun de la plèbe.
César profite de sa popularité pour préparer l’étape suivante de sa carrière : normalement, le Sénat prolonge le mandat d’un consul par le proconsulat d’une province pour un an. César contourne cette règle avec l’aide du tribun de la plèbe Publius Vatinius : celui-ci fait voter par le peuple un plébiscite qui confie à César et pour cinq ans deux provinces, la Gaule cisalpine et l’Illyrie, avec le commandement de trois légions (lex Vatinia). Pour sauver une apparence d’autorité, le Sénat lui accorde en plus la Gaule transalpine et une quatrième légion.

#### Proconsul en Gaule

Les campagnes militaires de Jules César en Gaule.

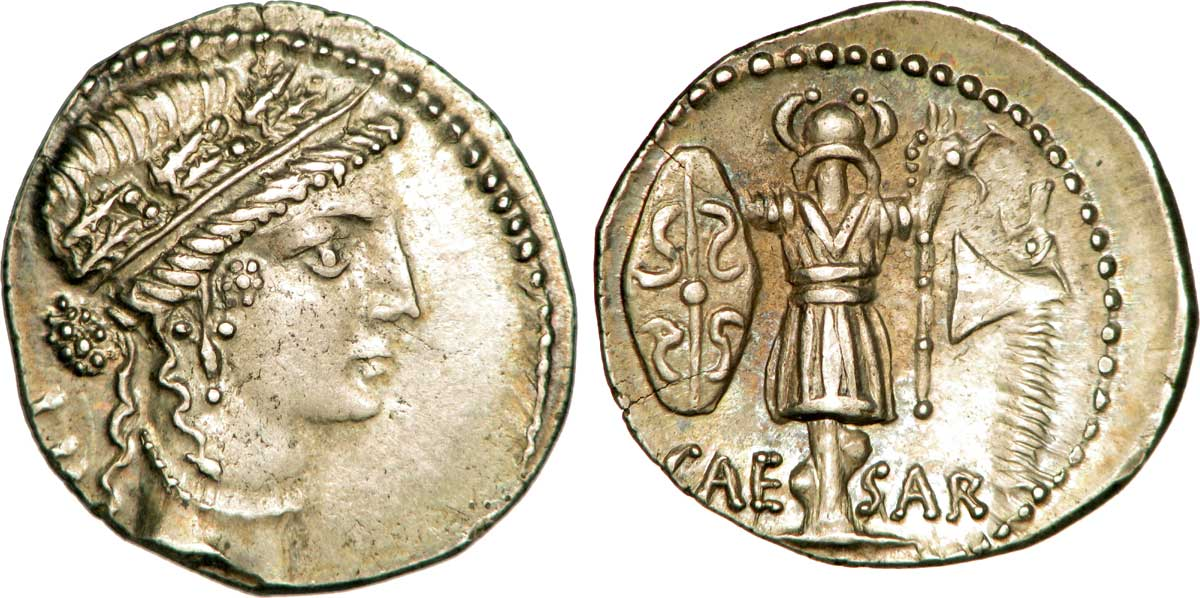
Denier commémorant les conquêtes gauloises de Jules César. Date : 48-47 avant J.-C. Au droit : tête de femme laurée et diadémée à droite avec boucle d'oreille et collier. Au revers : légende CAESAR avec trophée composé d'un bouclier gaulois et d'un carnyx ; à droite une hache (Crawford, Roman Republican Coinage, 452/2).

Dès la fin de son consulat, César gagne rapidement la Gaule, tandis que le préteur Lucius Domitius Ahenobarbus et le tribun de la plèbe Antistius le citent en justice pour répondre à l’accusation d’illégalités commises pendant son mandat. En fin juriste, César fait objecter par les autres tribuns qu’il ne peut être cité en application de la loi Memmia, qui interdit toute poursuite contre un citoyen absent de Rome pour le service de la République. Pour éviter toute autre mise en cause devant la justice, César s’appliqua durant son proconsulat à demeurer dans ses provinces. Il passe ainsi chaque hiver en Gaule cisalpine, où il reçoit partisans, clients et solliciteurs et s’assure chaque année d’avoir parmi les élus à Rome des magistrats qui lui soient favorables. La gestion de ses affaires à Rome même est confiée à son secrétaire Lucius Cornelius Balbus, un chevalier d’origine espagnole, avec qui il échange par précaution des courriers chiffrés.
Dès mars 58 av. J.-C., César engage la conquête de la Gaule prétextant que la migration des Helvètes menace les Éduens alliés de Rome. Cette expédition militaire est donc motivée par ses ambitions politiques, mais aussi par des intérêts économiques qui associent les Romains à certaines nations gauloises clientes de Rome (Éduens, Arvernes, etc.).
Tout en menant ses campagnes, César maintient ses relations avec la classe politique romaine : ainsi Quintus Tullius Cicero, frère de Cicéron, commande une légion en Belgique ; les fils de Crassus Publius et Marcus interviennent en Belgique puis en Aquitaine ; Lucius Munatius Plancus et Marc Antoine sont à Alésia.
À Rome, les conservateurs réagissent à la guerre que mène César : son affrontement contre le germain Arioviste, qui a la qualité d’ami du peuple romain, accordée lors du consulat de César, scandalise Caton, qui proclame qu’il faut compenser cette trahison de la parole romaine en livrant César aux Germains. Ultérieurement, César se justifia longuement dans ses Commentaires en détaillant ses négociations préliminaires avec l’agressif Arioviste, lui faisant même dire que « s’il tuait [César], il ferait une chose agréable à beaucoup de chefs politiques de Rome, ainsi qu’il (Arioviste) l’avait appris par les messages de ceux dont cette mort lui vaudrait l’amitié ».
En 56 av. J.-C., Lucius Domitius Ahenobarbus, candidat au consulat soutenu par Caton et par Cicéron, met à son programme électoral la destitution et le remplacement de César au poste de proconsul des Gaules. Toujours obligé de se cantonner en Gaule, César riposte et réunit à Lucques ses alliés Crassus et Pompée, ainsi que tous les sénateurs qui les soutiennent. Ils renouvellent leur accord et définissent un partage des provinces. Ahenobarbus et Caton sont agressés en plein forum et empêchés de faire campagne. Pompée et Crassus profitent de l’appui de César pour être élus pour un second consulat en 55 av. J.-C.. Cicéron est un des obligés de Pompée, chose que celui-ci lui rappelle vertement par l’intermédiaire de son frère Quintus. Cicéron s’incline pour ne pas se retrouver isolé et soutient la prorogation du proconsulat de César pour cinq nouvelles années.
À l’issue de leur consulat en 54 av. J.-C., les deux autres membres du triumvirat reçoivent le gouvernement d’une province : Crassus part en Asie chercher une gloire militaire qui pourrait égaler celle de Pompée et celle de César. L’Espagne et l’Afrique sont attribuées à Pompée, qui préfère rester à Rome, centre du pouvoir, et choisit de transférer à des légats la gestion de ses provinces. Sur les quatre légions qui lui sont attribuées, Pompée en prête deux à César, qui a alors besoin de renforts.
Pendant son second mandat proconsulaire, à partir de 55 av. J.-C., César traverse la Manche et réalise une première incursion en Bretagne (l’actuelle Grande-Bretagne), terre inconnue et quasi mythique pour les Romains de l’époque. Ultérieurement, il réalise une attaque militaire au-delà du Rhin, y faisant réaliser un pont évoqué dans la Guerres des Gaules sous forme d'analogie avec son titre de pontifex maximus (littéralement « celui qui fait le pont (entre les hommes et les dieux) ». Dans le même temps, en 54 av. J.-C., sa fille Julia, qui a épousé Pompée pour sceller le premier triumvirat, meurt en couche. Son décès intervient alors au pire moment pour César : les troubles à Rome entre son parti et celui de Pompée s'accentuent ; la rupture entre les deux hommes n'est pas totale, mais le décès de Julia distend leurs liens. L'élection des édiles de 55 est le théâtre de violences, Pompée a sa toge tâchée de sang. Un esclave la rapporte à sa maison, et, à la vue de ce vêtement sanglant, Julia fait une fausse couche mortelle. Selon Plutarque, elle meurt ultérieurement lors d'un second accouchement difficile. Son enfant, un garçon selon certains auteurs, une fille selon d'autres, ne lui survit que quelques jours. D'après Sénèque, César est en Bretagne quand il reçoit la nouvelle de la mort de Julia.
À partir de l’hiver 54/53 av. J.-C., la situation en Gaule se détériore, et des révoltes se multiplient contre la brutalité de la guerre de César, qui n'hésite ni à réduire en esclavage des dizaines de milliers de civils, ni à passer au fil de l'épée de nombreuses communautés vaincues sur le champ de bataille. En 53 av. J.-C., la défaite et la mort de Crassus et de son fils Publius à la bataille de Carrhes contre les Parthes, achève de défaire les derniers liens du triumvirat,. César propose à Pompée la main de sa petite-nièce Octavie et demande en mariage la fille de Pompée, mais ces offres d’alliances matrimoniales n’aboutissent pas. Il est désormais patent pour tous que la fin des hostilités en Gaule correspondra au début d'une nouvelle guerre civile.
Le début de l’année 52 av. J.-C. est difficile pour César : la révolte en Gaule se généralise sous l’impulsion de l’Arverne Vercingétorix. À Rome, les désordres sont tels que Pompée est nommé consul unique, avec l’assentiment de Caton et des conservateurs. Pompée épouse Cornélie, la jeune veuve de Publius Crassus et la fille du conservateur Metellus Scipion, qu’il prend au milieu de l’année comme collègue au consulat. Pompée est désormais le défenseur du parti des conservateurs.

Vercingétorix dépose les armes aux pieds de Jules César à l’issue du siège d’Alésia. Tableau de Lionel Royer, 1899.

En 52 av. J.-C., Jules César remporte une victoire décisive au siège d'Alésia, où il reçoit la reddition de Vercingétorix. Après un hivernage au cours duquel il rédige vraisemblablement ses Commentaires sur la Guerre des Gaules, il étouffe les derniers foyers de révolte en 51 av. J.-C. César affirme la souveraineté de Rome sur les territoires de la Gaule situés à l’ouest du Rhin.
Selon Velleius Paterculus, en neuf campagnes, on n’en trouverait à peine une où César n’aurait pas mérité le triomphe ; il massacra plus de quatre cent mille ennemis et en fit prisonniers un plus grand nombre encore. Pour Plutarque, la conquête de la Gaule est l’une des plus grandes victoires de Rome et place son commandant César au rang des plus illustres généraux romains, tels les Fabius, les Metellus, les Scipions : « En moins de dix ans qu’a duré sa guerre dans les Gaules, il a pris d’assaut plus de huit cents villes, il a soumis trois cents nations différentes, et combattu, en plusieurs batailles rangées, contre trois millions d’ennemis, dont il a tué un million, et fait autant de prisonniers ».
Tandis que son mandat de proconsul s'achève, César prépare son retour à Rome par la conquête de l’opinion romaine : il répond aux critiques sur sa conduite de la guerre par la publication de ses Commentaires sur la guerre des Gaules, sobre compte-rendu où il se présente à son avantage, puis en 51 av. J.-C., il annonce la construction d’un magnifique et nouveau forum, financé par le butin des Gaules, sur lequel est érigé le temple de Vénus Genitrix dont il prétend descendre. L’objectif de César est maintenant de se présenter aux élections de 50 av. J.-C. pour un second consulat en 49 av. J.-C., conformément à la loi qui impose un intervalle de dix ans entre chaque consulat. Pour éviter l’attaque en justice que lui a jurée Caton et qui l’empêcherait de faire campagne, il lui faut conserver son mandat de proconsul en Gaule et être candidat malgré son absence de Rome. Mais c'est sans compter sur l'opposition des optimates.

#### Bras de fer politique avec Pompée

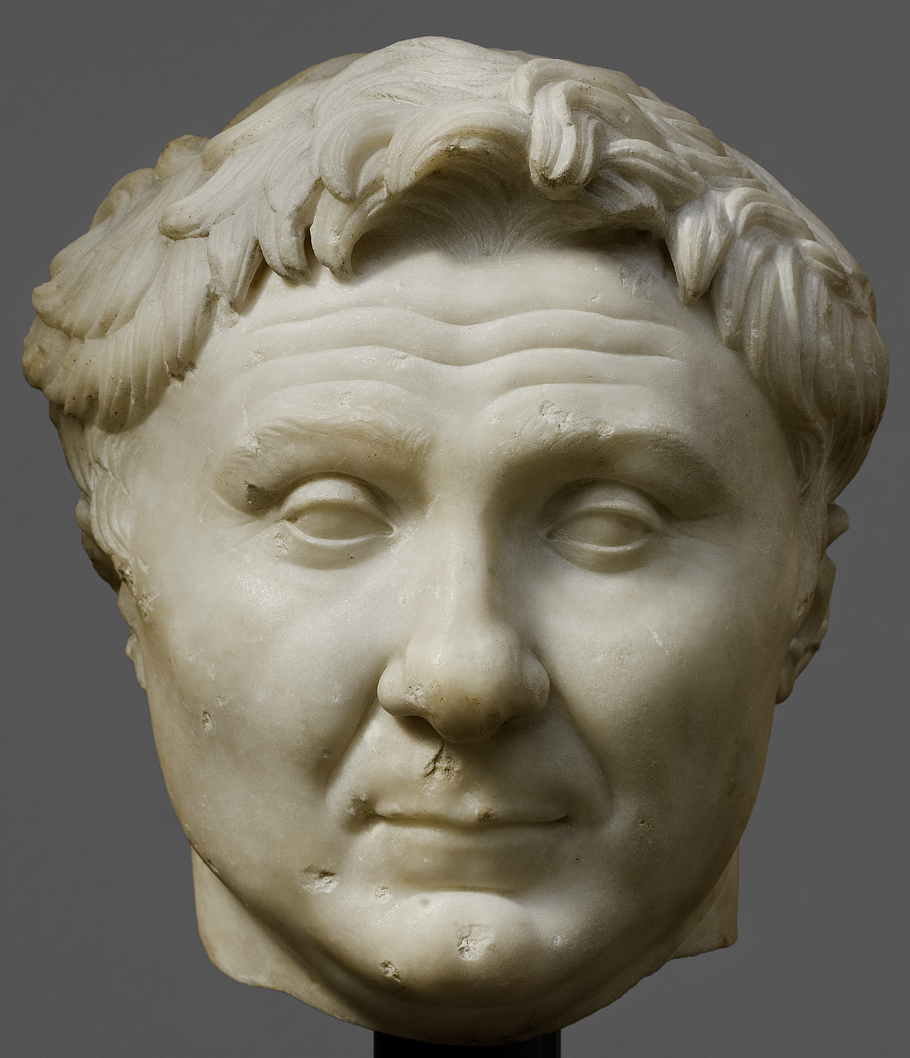
Buste de Pompée, Ny Carlsberg Glyptotek, Copenhague.

À Rome, les conservateurs, désormais ralliés à Pompée, cherchent à tout faire pour empêcher le projet de candidature de César. En 50 av. J.-C., César mène sa politique à distance depuis la Gaule cisalpine où il campe ses troupes. Depuis le nord de l'Italie, il manœuvre pour faire élire Marc Antoine au poste de tribun de la plèbe pour l’année suivante. Soldant les dettes du tribun de la plèbe Curion, il fait en sorte qu'il lâche Pompée et qu'il passe de son côté. Enfin, César neutralise un des consuls, Lucius Aemilius Paullus, en lui versant les fonds nécessaires à la réfection de la basilique Aemilia sur le forum. Malgré ces dispositions, César échoue à faire élire son lieutenant Servius Sulpicius Galba au consulat pour 49 : les consuls élus sont alors Lucius Cornelius Lentulus Crus et Caius Claudius Marcellus qui lui sont farouchement hostiles. Les conservateurs s’activent eux aussi pour fragiliser la position de César auprès de ses propres fidèles et prennent des contacts avec Titus Labienus, le meilleur lieutenant de César qui s'est illustré à la bataille de Lutèce et à Alésia.
À la fin de l’année 50 av. J.-C., les premières passes d’armes restent dans la voie légale et se déroulent au Sénat. Le tribun Curion propose que Pompée et César licencient simultanément leurs troupes ; les consuls s’y opposent. Le Sénat décide que Pompée et César envoient chacun une légion pour préparer la guerre contre les Parthes. Pompée choisit la Ire légion, qu’il a prêtée à César, César renvoie la XVe, et doit se dessaisir ainsi de deux légions (il en conserve néanmoins neuf, dont une en Gaule cisalpine tandis que les autres hivernent en Gaule). Pompée envoie ces deux légions prendre leurs quartiers d’hiver en Italie du sud. En chemin, leurs officiers se livrent à un intense travail de désinformation, affirmant que César est devenu odieux et détesté par ses soldats, et induisent Pompée à le sous-estimer.
Toujours par l’intermédiaire de Curion et Marc Antoine, désormais tribun, César tente une nouvelle proposition : il accepte de ne conserver que deux légions et le gouvernement de la Gaule cisalpine et de l’Illyrie, pourvu qu’on accepte sa candidature au consulat. Malgré la recherche d’un compromis par Cicéron, Caton refuse qu’un simple citoyen impose ses conditions à l’État ; le nouveau consul Lentulus s’emporte et fait expulser du Sénat Curion et Marc Antoine. L'historien Velleius Paterculus accusera Curion d'être responsable de cette rupture, tandis que Appien présentera Marc Antoine comme l'initiateur de la dispute. Selon Plutarque, « c’était donner à César le plus spécieux de tous les prétextes » : s’en prendre aux tribuns de la plèbe, les représentants sacro-saints du peuple. Le Sénat décrète que César doit abandonner son poste de gouverneur et revenir à Rome en simple particulier.

### Vers le sommet de l’État

#### Guerre civile entre César et Pompée

Périple de César de janvier -49 à août -47 : le franchissement du Rubicon, la bataille de Dyrrachium, la bataille de Pharsale, Alexandrie et la bataille de Zéla.

César peut se présenter comme la victime de l’acharnement des conservateurs et comme le défenseur des tribuns de la plèbe. Prenant l’initiative de l’illégalité, il décide le 11 janvier 49 av. J.-C. de pénétrer en armes en Italie et franchit le Rubicon, rivière marquant la frontière entre l’Italie et la Gaule cisalpine. Plutarque et Suétone mettent en scène ce tournant historique et attribuent à César la citation « Alea jacta est » (« Le sort en est jeté »), signifiant qu’il tente la destinée. Pour César, il n’y a plus que deux issues : la mort et le déshonneur ou la victoire et le pouvoir. Il mise sur l’audace et la rapidité de ses déplacements militaires et sur l’expérience et la fidélité de ses légions, et se démarque des atrocités de la précédente guerre civile par sa politique de clémence, n’exerçant ni proscriptions ni représailles.
César prend le port de Rimini et progresse rapidement vers Rome sans rencontrer de résistance, et ajoute à ses forces les trois légions que Pompée a commencé à lever. Pompée récupère des troupes à Capoue, et se replie sur Brindisi d’où il écrit à tous les gouverneurs de provinces de mobiliser contre César. Les consuls, Caton, Bibulus et même les sénateurs modérés comme Cicéron fuient en hâte, rejoignent Pompée à Brindisi et s’embarquent pour Dyrrachium en Épire. Sans flotte, César ne peut les poursuivre.
Pendant les quelques jours qu’il passe à Rome, il rassure les sénateurs restés sur place, offre au peuple une distribution de blé, promet un don de 75 deniers à chaque citoyen et accorde la citoyenneté romaine aux habitants de la Gaule cisalpine. Après ça, le peuple le fera désigner dictateur pendant son absence. Assuré du soutien de l’Italie, il confie la gestion de Rome à Lépide, envoie Curion s’emparer de la Sicile et de la Sardaigne, garantissant le ravitaillement de Rome en blé, libère l’ex-roi juif Aristobule II afin de l’envoyer en Syrie avec deux légions et empêcher Pompée de mobiliser des troupes. Mais les partisans de Pompée empoisonnent Aristobule.
Faute de moyens maritimes pour poursuivre son rival, César décide de se rendre en Espagne dans le but de neutraliser les sept légions que Pompée possède encore à l'Ouest. N'ayant plus rien à craindre du côté de Rome, César prend la route de la Gaule transalpine, s'accrochant avec les Ligures de Vintimille au passage, et arrive aux portes de Marseille. La cité grecque refuse de le laisser entrer, affichant une neutralité de façade dans le conflit qui oppose les deux hommes, mais en secret liée à Pompée. César essaye en vain de franchir les remparts de la ville, mais les Massaliotes repoussent si bien ses assauts qu'il préfère poursuivre sa route vers l’Espagne en laissant à trois légions, conduites par Trébonius, le soin de poursuivre le siège, tandis qu'il ordonne à Decimus Brutus d'organiser un blocus maritime. Quand l’année 49 av. J.-C. se termine, César est maître de l’Italie, des Gaules et des Espagnes, mais ses lieutenants ont subi des revers : Curion s’est fait tuer en Afrique, Caius Antonius a été fait prisonnier en Illyrie, et son meilleur lieutenant, Titus Labienus, a rejoint le camp de Pompée, qui a levé une armée sur les provinces d’Orient et les royaumes alliés de Rome. La flotte pompéienne contrôle l’Adriatique, prête à débarquer en Italie.
L’année suivante, en janvier 48 av. J.-C., César est élu consul ; poursuivant sa stratégie fondée sur l’initiative et la rapidité de mouvement, il prend un risque considérable en traversant l’Adriatique pendant l’hiver et surprend Pompée en Épire. Mis en difficulté lors du siège de Dyrrachium où il a enfermé Pompée pendant quatre mois, César doit se replier, attirant Pompée en Thessalie. En août 48 av. J.-C., poussé par son entourage, Pompée accepte la bataille rangée. Malgré l’avantage du nombre, il est battu à Pharsale. Cicéron et Brutus se rendent à César, qui les accueille chaleureusement. Caton et Labienus fuient en Afrique, Pompée se réfugie en Asie, puis à Chypre, d’où il gagne l’Égypte, pensant trouver de l’aide chez le jeune pharaon dont il a autrefois protégé le père.
César parvient à Alexandrie début octobre 48 av. J.-C. où il trouve, horrifié, le corps de Pompée, assassiné sur l’ordre du jeune Ptolémée XIII. César passe l’hiver 48/47 à Alexandrie, et la guerre s’engage alors entre Ptolémée et César. Ce dernier n’a qu’un faible effectif et doit mener un combat difficile ; lors d’un engagement dans l’île de Pharos, il est même obligé de fuir à la nage et d'abandonner son lourd manteau d'imperator, aussitôt récupéré par son adversaire qui l'érige en trophée. César sort vainqueur de l’affrontement en mars 47 av. J.-C., et détrône le jeune souverain au profit de Cléopâtre VII et du plus jeune de ses frères,.

Périple de César de fin 47 av. J.-C. à février -46 : le passage de César en Afrique et la bataille de Thapsus.

D’Égypte, César se rend en Asie (juillet/août 47), afin de réprimer Pharnace II, fils de l’ancien roi du Pont Mithridate VI, qui a profité de la guerre civile pour reconquérir des territoires et réaffirmer son autorité. Le cinquième jour de son arrivée, en quatre heures de combat et en une seule bataille (bataille de Zéla), César écrase et détrône Pharnace. À cette occasion, il écrit au Sénat ces mots célèbres : « Veni, vidi, vici » pour exprimer la facilité avec laquelle il est venu à bout de son adversaire.
De retour en Italie, César doit faire face à l’insubordination des soldats cantonnés en Campanie. Il les reçoit à Rome, et parvient à les ramener à l’ordre sous la menace de les licencier. Puis, il passe en Afrique fin 47 av. J.-C., où il passe l’hiver. Il détruit à la bataille de Thapsus l’armée républicaine que commandent Metellus Scipion, Caton d'Utique et leur allié le roi numide Juba Ier (février 46 av. J.-C.) ; Metellus Scipion et Juba meurent dans la bataille, Caton se suicide à Utique pour éviter d’être capturé, Titus Labienus se réfugie en Espagne. L’annexion de la Numidie s’ajoute aux conquêtes de César.

#### Quadruple triomphe de 46av. J.-C.
Lorsque César revient à Rome, la paix est revenue, l'Italie n'a pas connu les atrocités des précédentes guerres civiles. Tous les écrivains loueront la clémence de César, qui a accueilli sans restriction les pompéiens qui se rendent et n'a exercé aucune proscription contre la classe politique. César peut annoncer au peuple que l'annexion des Gaules et de la Numidie et le protectorat sur l'Égypte vont permettre d'obtenir du blé et de l'huile en abondance et définitivement résoudre les problèmes de ravitaillement de Rome.
En août et septembre 46 av. J.-C., César célèbre par un quadruple triomphe ses victoires sur les Gaules, le Pont, l'Égypte et la Numidie. La durée et le faste des cérémonies, l'énormité du butin éclipsent tous les triomphes précédents. À chaque cérémonie, César vêtu de pourpre parcourt en char la Voie Sacrée, suivi du butin, des captifs, des soldats qui ont toute liberté pour scander les plaisanteries les plus osées sur son compte. Pour monter au Capitole offrir un sacrifice au temple de Jupiter Capitolin, le char de César passe entre deux rangées d’éléphants qui tiennent des flambeaux.
César offre au peuple des représentations théâtrales, des courses, des joutes d'athlètes, des spectacles de chasse et de gladiateurs, des reconstitutions de combat terrestre et nautique, cette dernière est la première naumachie montrée à Rome. Des banquets publics réunissent près de 200 000 convives. La vente du butin rapporte plus de 600 millions de sesterces, et l’argent est distribué à flots : les 75 deniers que César a promis sont donnés à chaque citoyen, avec 25 deniers de plus pour compenser le retard, les légionnaires reçoivent 24 000 sesterces chacun, et des lots de terre. Les loyers de moins de 1 000 sesterces à Rome et moins de 500 sesterces en Italie sont annulés.
La plupart des revendications des populares sont maintenant satisfaites, et César entreprend les réformes nécessaires à l'administration du monde romain. Il fait procéder à un recensement, et ajuste à la baisse le nombre d'allocataires des distributions de blé. Il compense cette mesure en installant 80 000 citoyens pauvres et des soldats démobilisés dans de nouvelles colonies dans les provinces, dont Carthage et Corinthe qu'il fait reconstruire.

#### Pouvoir absolu et élimination des derniers pompéiens

Périple de César de décembre -46 à avril -45 : son arrivée en Hispanie (Espagne) et la bataille de Munda.

Étendue du territoire de la République romaine sous la domination de César. En jaune, ses conquêtes.

La paix ne dure que quelques mois. En 46 av. J.-C., les dernières forces du parti pompéien s’insurgent en Espagne, menées par Pompée le Jeune, fils de Pompée, et Titus Labienus. Consul pour la quatrième fois, César arrive à marches forcées en Espagne en décembre 46. Cette guerre est longue et sans merci, avec des exécutions de part et d’autre. César achève en avril 45 av. J.-C. ses derniers adversaires à la bataille de Munda, la plus acharnée des guerres civiles. Retardé par une maladie, son jeune neveu Octave le rejoint en Espagne malgré les dangers du trajet, geste que César apprécie hautement. Dans le dernier testament qu’il rédige, il déclare adopter Octave et le désigne comme héritier principal avec comme autre héritier Quintus Pedius, son autre neveu qui a combattu à ses côtés en Espagne.
Revenu à Rome en octobre 45 av. J.-C., César célèbre son cinquième triomphe. Il commet là une erreur politique que Plutarque souligne : la règle veut qu’un triomphe honore une victoire sur un peuple ennemi de Rome, ce qui n’est pas le cas dans cette guerre civile. Ni Pompée vainqueur de Sertorius, ni Sylla vainqueur des marianistes n’ont célébré de triomphe. De plus, César accorde deux autres triomphes, à Fabius et son neveu Quintus Pedius. Là encore, c’est une entorse aux usages qui réservent le triomphe au commandant doté de l’imperium et non à ses lieutenants.
César, nommé dictateur pour dix ans, est désormais le centre du pouvoir ; il reconstitue les effectifs du Sénat, en radie quelques sénateurs responsables de concussion dans leur province, et y inscrit des Gaulois cisalpins et des Espagnols, une première qui marque le début de la promotion des provinciaux. Il nomme lui-même les magistrats, sauf les tribuns de la plèbe et les édiles plébéiens, encore élus, et désigne des consuls pour quelques jours de charge seulement. Obtenir un titre, un avantage ou une faveur dépend de son approbation. Ainsi, Cicéron par des discours emplis d’adulation où il qualifie la clémence de César de « divine » fait gracier plusieurs de ses amis.
Cicéron propose de décerner à César des honneurs, les autres sénateurs suivent en une surenchère de plus en plus excessive. Ainsi César reçoit le nom de Liberator et le titre d’imperator, transmissible à ses descendants, quoiqu’il n’ait plus d’enfant. Il réforme le calendrier, on renomme le mois de Quintilis de son nom de famille, Iulius. Pompée a eu l’honneur de porter les emblèmes du triomphe, toge pourpre et couronne de lauriers, lorsque des jeux sont célébrés à Rome. César reçoit le même honneur, mais par décret du Sénat à titre permanent, la couronne lui permettant notamment de cacher sa calvitie qu'il supporte mal car source de nombreuses railleries ; il peut siéger sur un siège plaqué d’or. Il reçoit également un nombre considérable de pouvoirs extraordinaires, comme l'exercice de la tribunicia potestas, les pouvoirs des tribuns de la plèbe, le droit d'être consul pendant cinq ans et, plus tard, à partir de 44, la fonction de dictateur à vie. Certains privilèges accordés par les sénateurs vont jusqu’à l’extravagance, comme l’autorisation d’avoir commerce avec toutes les femmes qu’il voudra. Pour Dion Cassius, les sénateurs agissent par excès de flatterie, ou par raillerie. Plus préoccupant, selon Plutarque, c’est pour certains une manœuvre destinée à déconsidérer César et le rendre odieux, et se préparer plus de prétextes de l’attaquer un jour.

### Assassinat et funérailles

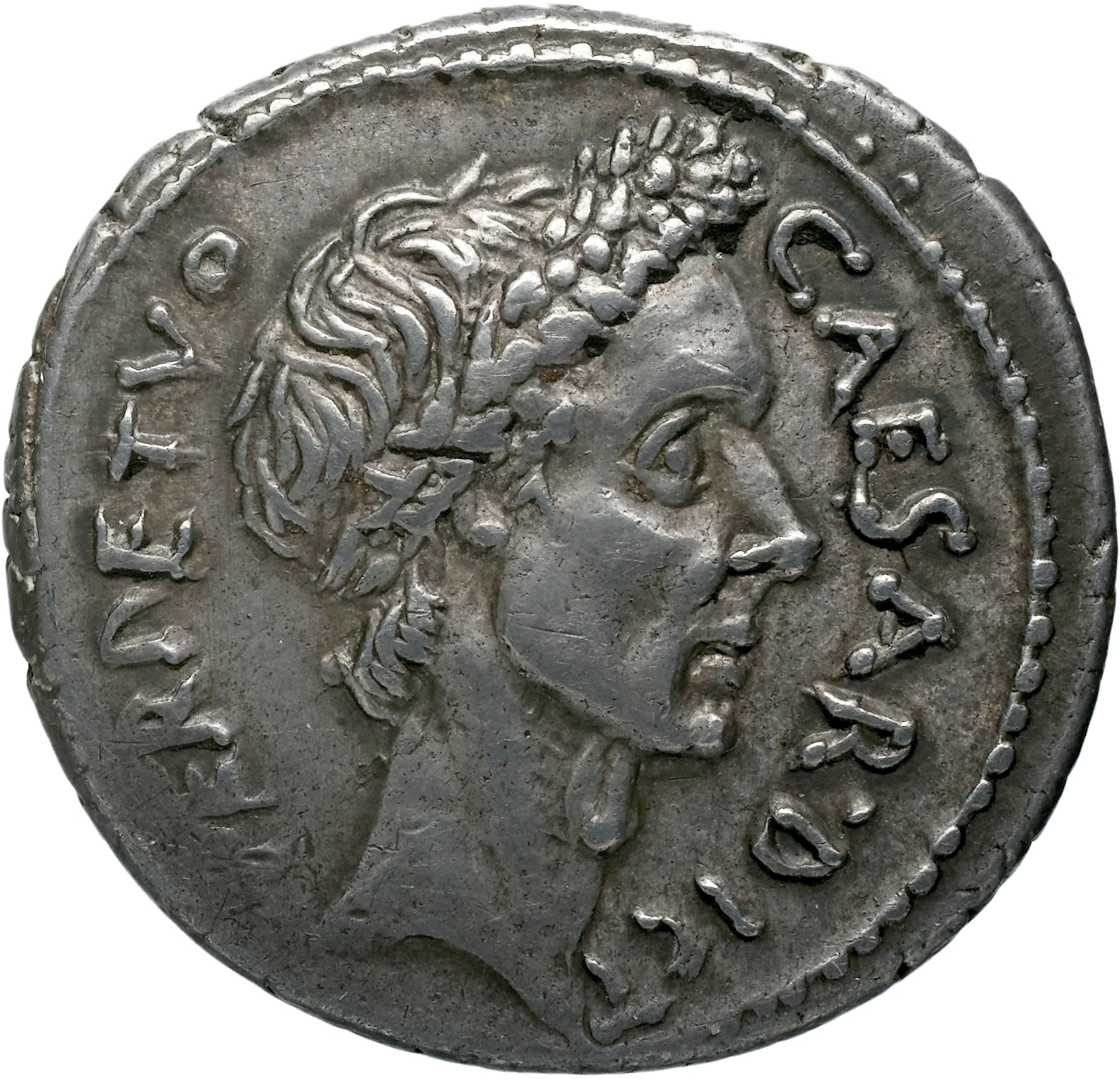
Denier vers -44, CAESAR DICT PERPETUO (César dictateur perpétuel), frappé juste avant ou peu après son assassinat. Département des Monnaies, médailles et antiques de la Bibliothèque nationale de France.

#### Le complot
En nommant lui-même les magistrats supérieurs, César arrête le cycle corrupteur des campagnes électorales ruineuses financées par l’extorsion financière sur les provinces, et soulage la charge de celles-ci ; mais ceci réduit les profits des publicains et remplace la compétition politique par un arbitraire et une flagornerie indigne qui suscitent des oppositions : pour l’année 44 av. J.-C., César désigne Marc Antoine comme consul et Marcus Junius Brutus et Cassius Longinus comme préteurs. Selon Plutarque, la déception de Cassius qui espérait le consulat est une des raisons qui l’amènent à comploter. Tous les historiens romains le présentent comme l’instigateur principal du complot. Cassius regroupe peu à peu une coterie d’opposants, d’anciens pompéiens graciés par César, mais également, notent les historiens modernes, des césariens qui ont servi lors de la guerre des Gaules, notamment Decimus Junius Brutus Albinus et plusieurs autres. Ces derniers redoutent vraisemblablement l’expédition militaire que prépare César contre les Parthes qui serait suivie d’un retour par la Scythie et la Germanie.
Les comploteurs cherchent en Marcus Junius Brutus le chef symbolique idéal : il porte le nom mythique de Brutus qui chassa Tarquin le Superbe, le dernier roi de Rome. Neveu et admirateur de Caton, Brutus peut de surcroît trouver dans ses convictions philosophiques des raisons d'agir contre un « tyran ». Il a épousé Porcia, fille de Caton et veuve de Bibulus, et par conséquent il est l’héritier moral des derniers républicains. Toutefois, César l’a comblé de faveurs et l’a nommé préteur urbain. Les comploteurs mènent donc une approche psychologique : ils parsèment chaque jour le tribunal que préside Brutus de messages anonymes qui invoquent le Brutus chasseur de roi : « Brutus, tu dors, tu n’es pas le vrai Brutus ! » Ensuite, Cassius convainc Brutus d’agir contre César. Présenter Brutus comme l’inspirateur du complot contre César permet de fédérer d’autres opposants. Les rumeurs de complot parviennent à César, qui les néglige, affirmant en être informé, ou même en plaisante : quand on l'informe que Brutus complote, César rétorque en se pinçant « Il attendra bien la fin de cette carcasse ! ».
Le 14 février 44 av. J.-C., le Sénat confère à César la dictature perpétuelle. Son pouvoir est désormais sans limite, même l’intercessio des tribuns ne peut s’exercer sur son imperium. Tout espoir d’une abdication comme celle de Sylla et d’un retour à la République d’avant la guerre disparaît. César prend alors des décisions surprenantes : il décrète une amnistie générale, et licencie sa garde personnelle. Autre inconséquence aux yeux des historiens romains, César néglige les présages : avertissements des devins, mise en garde pour la période allant jusqu’aux ides de mars, cauchemar de son épouse Calpurnia la veille des ides. Selon Plutarque, plusieurs signes auraient présagé la mort de César, comme le cœur manquant d'un animal dont celui-ci fait offrande. Tout au plus, apprenant les signes néfastes observés sur les victimes offertes en préliminaire de la réunion au Sénat, César se résout-il à ne prendre aucune décision importante ce jour-là.

#### Mort de César

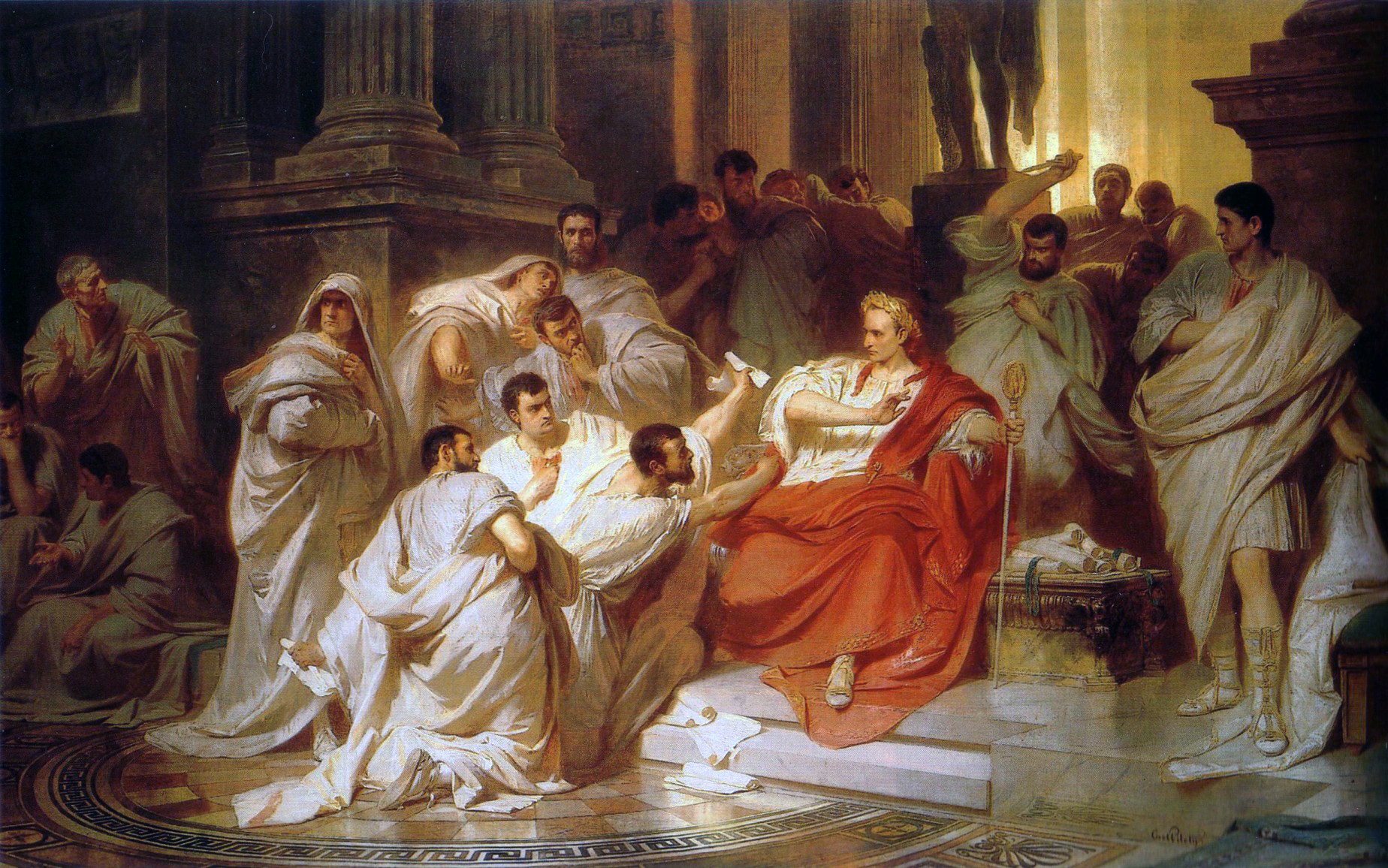
La Mort de César par Karl von Piloty, 1865
« Metellus lui découvrit le haut de l’épaule ; c’était le signal. Casca le frappa le premier de son épée » (Plutarque).

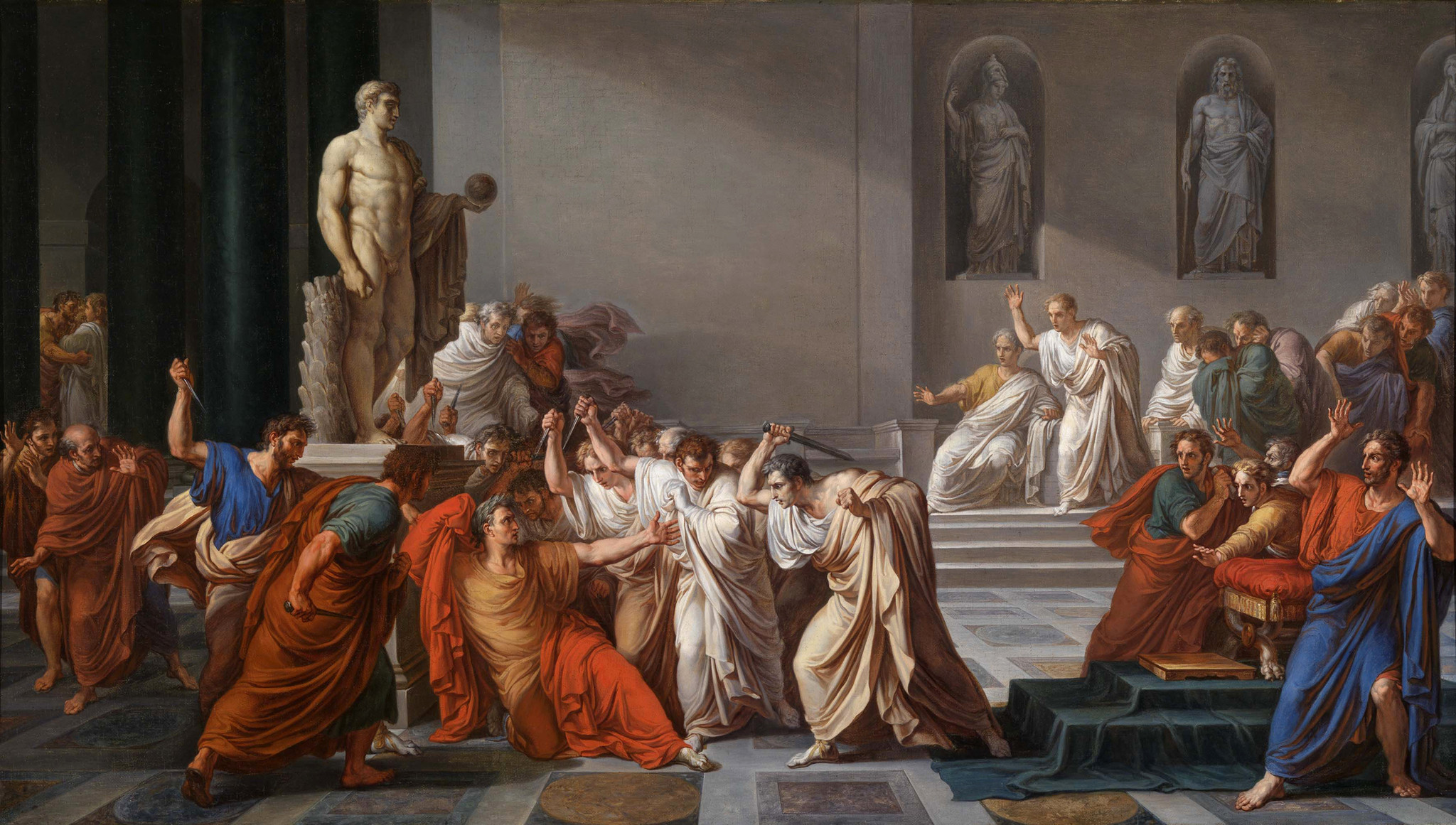
Mort de César par Vincenzo Camuccini, 1798
« Il s’était défendu, dit-on, contre les autres, et traînait son corps de côté et d’autre en poussant de grands cris. Mais quand il vit Brutus venir sur lui l’épée nue à la main, il se couvrit la tête de sa robe » (Plutarque).

Les conjurés ont prévu leur attentat aux ides de mars (15 mars 44 av. J.-C.), au début de la réunion du Sénat dans la Curie de Pompée sur le Champ de Mars. Seul César est visé, Marc Antoine qui accompagne César est attiré à l’écart par de faux solliciteurs, tandis que César est entouré par le groupe des conjurés. Metellus s’assure que César ne porte aucune protection, et tous l’assaillent : il tombe percé de 23 coups de poignard. Le coup ultime vient de Brutus. Selon Suétone, les derniers mots de César auraient été pour ce dernier, en grec « Toi aussi, mon fils ».
Pas moins de onze auteurs antiques ont rapporté l’attentat, avec plus ou moins de détails. Si le fait est bien connu, l’analyse de ses causes est délicate. Officiellement, les conjurés ont éliminé César pour l’empêcher de devenir roi et pour sauver la République. L’accusation d’aspirer à la royauté était le procès d’intention quasi rituel des conservateurs romains pour éliminer tout homme politique trop favorable aux revendications populaires. Les écrivains romains ont relevé comme autant d’indices ce qui peut étayer cette suspicion :
- de retour d’Albe, César est salué du nom de roi par ses partisans, ce qui agite la foule. Il rétorque qu’il ne s’appelle pas Roi mais César, et il poursuit son chemin mécontent[A 95] ;
- des rumeurs circulent disant que César recevrait le titre de roi pour son expédition en Orient, car selon la prophétie des livres sibyllins, seul un roi pouvait vaincre les Parthes[A 95] ;
- lorsque les sénateurs viennent à la tribune du forum lui annoncer les nouveaux honneurs qu’ils lui ont votés, il ne se lève pas, manquant au respect dû au Sénat[A 96] ;
- le 15 février, lors de la fête des Lupercales, Marc Antoine propose à César le diadème royal, que celui-ci repousse sous les acclamations de la foule. Marc Antoine insiste, et le refus de César est de nouveau applaudi. César fait porter ce diadème au temple de Jupiter Capitolin[A 97] ;
- un matin, on trouve des statues de César couronnées du bandeau royal. Deux tribuns de la plèbe interviennent, les enlèvent et arrêtent des césariens qui ont salué César du nom de roi. César réagit en destituant ces tribuns[A 98].

Plutarque affirme que César cherche à détruire la République et à devenir roi. Parmi les historiens modernes, Jérôme Carcopino suit cet avis, et Joël Schmidt y voit une façon pour César d'habituer le peuple à l’idée du rétablisement de la royauté. D’autres historiens modernes sont plus circonspects dans l’interprétation des éléments cités par Plutarque et Suétone : pour Marcel Le Glay, il est difficile de séparer la réalité et la rumeur, et si César n’a pas voulu lui-même la royauté, certains dans son entourage l’ont voulue, et les Romains l’ont cru ou ont feint de le croire. Christol et Nony rappellent que César « sut toujours donner le change sur ses intentions réelles » et considèrent que ce problème n’est pas soluble. Plus encore, Ronald Syme estime que ce problème « n'a pas à être posé. César fut tué pour ce qu'il était, non pour ce qu'il aurait pu devenir. En revêtant la dictature à vie, il semblait écarter tout espoir de retour à un gouvernement normal et constitutionnel. Le présent était insupportable, l'avenir bouché ».
Mais Suétone complique les analyses sur la fin de César en ouvrant une autre piste : César aurait eu la mort qu’il souhaitait. Là encore, Suétone produit ses indices :
- selon certains de ses parents, il n’aurait pas tenu à vivre davantage, et aurait préféré succomber aux complots plutôt que d’être toujours sur ses gardes ;
- lors d’un banquet chez Lépide, à la question philosophique sur le genre de fin que l’on préférait, César avait répondu « soudaine et inattendue »[A 101] ;
- le licenciement de sa garde personnelle, un mois avant, qui l’exposait sans protection ;
- l’indifférence aux avertissements sur les complots et aux prédictions défavorables.

Des historiens modernes ont développé cette thèse, justifiant l’attitude de César par sa perception d’une maladie qui le diminuait. Néanmoins, les préférences pour une mort brève et imprévue sont après tout banales, et selon Régis Martin, la croyance de César en sa chance protectrice (Fortuna) et sa certitude que sa perte provoquerait la guerre civile peuvent aussi expliquer sa conduite.

#### Funérailles et testament
L'assassinat déclenche la panique, les sénateurs s'enfuient et les césaricides se retranchent sur le Capitole. Consul en titre, Marc Antoine réunit le Sénat le 17 mars. Dans l'intérêt de l'État, une amnistie est décidée et les actes et les réformes de César sont confirmés.
Le 19 mars, le testament de César est ouvert et lu : il désigne dans son testament trois héritiers, les petits-fils de ses sœurs, à savoir Octave, Lucius Pinarius Scarpus et Quintus Pedius. Il légue les trois quarts de son héritage au premier et le quart restant aux deux autres. Dans la dernière clause de son testament, César adopte Octave. Enfin, il légue au peuple romain ses jardins près du Tibre et trois cents sesterces par tête. Ces dispositions provoquent l'enthousiasme populaire.
Les funérailles sont organisées par Marc Antoine le 20 mars. Suétone en fait la narration détaillée : un bûcher est dressé sur le Champ de Mars, près de la tombe de sa fille Julia. Sur le forum, le corps de César, couché sur un lit d’ivoire tendu de pourpre et d’or, est exposé dans une chapelle dorée édifiée devant la tribune aux harangues. À sa tête, sa toge ensanglantée est exposée sur un trophée. Comme le corps reposait face vers le ciel et ne pouvait être vu, on élève au-dessus de lui une effigie de cire grandeur nature, afin que la foule puisse contempler les vingt-trois blessures (trente-cinq selon d’autres auteurs) qui lui ont été sauvagement infligées au corps et au visage. Pour souligner l’ignominie de ce crime, Marc Antoine fait lire, en guise d’oraison funèbre, la liste des honneurs qui ont été dévolus à César, ainsi que le serment qu’ont prêté les sénateurs de défendre sa vie. On chante des vers parmi lesquels revenaient, pour susciter la compassion, une citation empruntée au Jugement des Armes de Pacuvius : « Fallait-il les sauver pour qu’ils devinssent mes meurtriers ? », évoquant la mansuétude dont César a fait preuve à l’égard de ses opposants.
La cérémonie tourne à la confusion, deux soldats mettent le feu au lit funèbre, la foule entasse autour du lit le bois arraché aux boutiques avoisinantes et tout ce qui lui tombe sous la main pour construire un bûcher d’apothéose, comme elle l’a fait quelques années plus tôt pour les funérailles de Clodius. Les vétérans y jettent leurs armes et certaines femmes les bijoux qu’elles portent. Déchaînée, la foule se dirige vers les maisons de Brutus et de Cassius pour les piller.

#### Divinisation

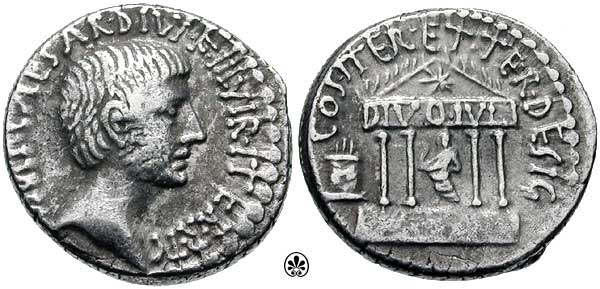
Denier de 36 av. J.-C. Avers : Octavien triumvir sous le nom de CAESAR DIVI F. Revers : temple du divin Jules, avec la comète au fronton.

La divinisation de Jules César est officiellement proclamée par le Sénat en 42 av. J.-C., mais elle intervient dès ses funérailles. À l’emplacement où il a été incinéré, un autel est installé et une colonne commémorative est érigée, puis un temple dédié au culte de César est inauguré par son fils adoptif Octavien. Dès 44 av. J.-C., ce dernier tire parti de cette divinisation pour cultiver sa popularité en se présentant sous l'identité de « César, fils du divin César » (en latin CAESAR DIVI F).
Lorsque Caius Matius organisa des jeux funéraires en juillet 44 av. J.-C. à l’occasion de l’anniversaire de la naissance de César, une comète se mit à briller dans le ciel et l’Etna entra en éruption, faisant de sa mort un bouleversement cosmique,.

### Après César
L’attentat contre César guide les prétendants à sa succession sur la conduite à tenir : ils font symboliquement rayer la dictature des magistratures romaines, et pérennisent leur pouvoir par un triumvirat quinquennal. La politique de clémence a prouvé son danger suicidaire, les triumvirs commencent une vague de proscriptions sanglantes, suivie par quatorze ans de guerre civile, contre les assassins de César, contre Sextus Pompée, puis entre triumvirs. Octave finit par l’emporter en 31 av. J.-C. puis devenir le maître unique de l’Empire romain avec le titre d'Auguste.

## Jules César écrivain

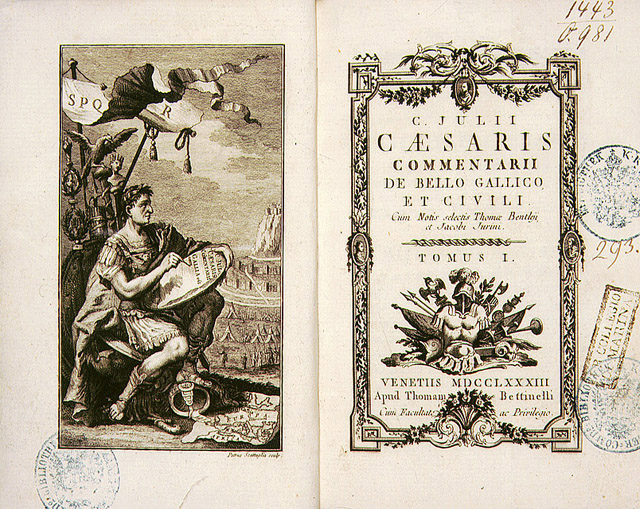
Édition de 1783 des Commentaires sur la Guerre des Gaules.

Outre sa carrière politique et militaire, Jules César est un passionné de lettres, de grammaire, de rhétorique et de poésie, conformément à l'éducation lettrée particulièrement poussée qu'il a reçue. La plupart des indications proviennent de Suétone. La plupart de ses ouvrages ont été perdus comme la grande majorité de la littérature antique.

### Commentaires et corpus césarien
Des divers écrits qu'il a composés, il ne reste ainsi que le corpus de ses Commentaires (Commentarii rerum gestarum) :
- De Bello Gallico, Commentaires sur la Guerre des Gaules, relatant la campagne de César en Gaule[A 107].
- De Bello Civili, Commentaires sur la Guerre civile, relatant la guerre civile contre Pompée.

Leurs conditions de rédaction sont mal connues, deux thèses principales s'opposant : d'abord celle d'une rédaction au fur et à mesure, avec une publication chaque année ; ensuite, celle d'une rédaction en une fois, à la fin de chaque guerre, avec une sélection des faits saillants. La nature des œuvres, des commentaires, laisse à penser que la première option se vaut. Les quelques contradictions entre les différents livres plaident de même pour une rédaction échelonnée, même si ces contradictions dans l’œuvre peuvent tout autant plaider pour une rédaction rapide, à la hâte, à la fin de la guerre, pour une publication rapide. La structure en années n'est pas non plus déterminante, puisqu'il s'agit d'une tradition héritée de l'annalistique romaine, ajoutée à la nature même des opérations militaires relatées, qui s'interrompent à la mauvaise saison pendant plusieurs mois. Cette idée de la rédaction annuelle est donc aujourd'hui écartée : certaines informations des premiers livres présupposent la connaissance par César d'événements postérieurs, montrant que l'ensemble a été élaboré en plusieurs fois, mais rédigé au terme de chaque guerre. Certains passages du Livre I faisant référence à l'alliance entre Boïens et Éduens ou à la trahison de Commios ont ainsi été écrits après 52, probablement après Gergovie et Alésia. On suppose donc désormais que les 7 premiers livres ont été écrits à l'automne 52 av. J.-C., au lendemain de la bataille d'Alésia, succès lui assurant une stabilité durable pour sa conquête en mettant un terme définitif à la résistance gauloise organisée : virtuellement achevée, la guerre peut donc être racontée pour préparer son retour à Rome et sa candidature à un deuxième consulat. On peut retenir au crédit de la thèse de la rédaction en 52 le contenu d'une lettre de Caelius à Cicéron, écrite en mai 51, dans laquelle il est dit que seules des rumeurs et des bruits circulent concernant la guerre de César en Gaule.
D'autres ouvrages sont aussi attribués à César. On sait cependant qu'ils sont apocryphes, on parle ainsi de « Pseudo-César » ou de « Corpus Césarien » pour désigner ces œuvres. Ces récits sont assurément rédigés par un témoin proche des guerres commentées, en utilisant des informations et un journal de bord personnel, combinés avec les notes de César. Le style est cependant moins aisé, avec une rhétorique médiocre qui semble indiquer aux philologues que ce n'est pas César qui écrivit ces textes (et que les auteurs n'ont pas cherché à imiter). Certaines hypothèses indiquent toutefois que ces ouvrages auraient été commencés par César, mais qu'ils furent inachevés. Il semblerait selon une hypothèse que ces écrits seraient des suppléments anonymes à l'œuvre de César, qui formeraient un tout continu, les rédacteurs ayant accès à ses archives et sa correspondance, et César aurait eu à long terme le projet de les incorporer. Les auteurs sont inconnus, les styles varient trop pour qu'ils soient de la même main. Suétone croit, selon des rumeurs, qu'il s'agit d'un des généraux de César, Aulus Hirtius ou Caius Oppius. Suétone aurait cependant confondu la continuation du récit et la rédaction d'une préface, et son hypothèse a été récemment décriée. Les auteurs de ces récits ont été témoins oculaires des guerres racontées, Oppius n'y a pas participé, seul Hirtius participa à la guerre d'Alexandrie, avec l'intention de chroniquer cet épisode, mais le style médiocre fait plus soupçonner un travail inachevé, une ébauche ou un guide de travail (il est possible qu'il ait écrit ce récit mais que celui-ci a ensuite été perdu, et que les textes actuellement connus auraient été insérés en remplacement). On déclare que même pour Suétone, l'attribution est incertaine et l'est toujours.
- De Bello Alexandrino, « Sur la guerre d'Alexandrie », relatant la campagne de César à Alexandrie ;
- De Bello Africo (en), « Sur la guerre d'Afrique », relatant la campagne de César en Afrique du Nord ;
- De Bello Hispaniensis (en), « Sur la guerre d'Hispanie », relatant la campagne de César dans la péninsule Ibérique.

### César, historien?
Ces œuvres attribuées à César constituent un modèle du genre des mémoires historiques. Strabon traduit en effet le terme de commentaires par ὑπομνήματα / upomnémata (« mémoires » ou « journal de guerre »). Plutarque parle d'éphémérides,. Mais aucun autre terme que « notes personnelles » ne semble suffisamment clair pour traduire l'intention et les modalités de rédaction d'une telle œuvre. L'objectivité et la part d'idéologie qui préside à l'organisation et au contenu de ces œuvres agite encore les débats et travaux des historiens. En effet, ces ouvrages servent la communication politique de César et par conséquent leur exactitude — si ce n'est leur neutralité et leur exhaustivité — peut tout à fait être mise en doute ou questionnée pour tenter de déceler les déformations historiques volontaires laissées par l'homme politique dans son travail d'écrivain[réf. nécessaire].
La nature et le but des commentaires césariens a fait longtemps débat : s'agit-il d'une tentative de justification politique et publique ? Comment César concilie-t-il le souci de justification avec celui de la vraisemblance et de l'exactitude des faits ? Quelles sont les déformations volontaires que l'on trouve dans l’œuvre ? Une chose est certaine : nul n'était mieux placé que César pour livrer ce récit, mais nul n'est aussi bien placé que lui pour le tordre à sa guise. Le récit césarien est donc d'une extrême préciosité pour les historiens qui disposent ainsi d'un document de première main de grande qualité littéraire et factuelle, mais aussi d'un aperçu de la stratégie rhétorique d'un chef de guerre cherchant à limiter ses échecs et ses ratés par une discrétion redoublée à leur sujet. Ainsi, il faut différencier les Mémoires de ce que seraient par exemple des Confessions[réf. nécessaire].
La question de la véracité historique des œuvres césariennes se pose donc ainsi : César produit-il volontairement des récits obscurs par défaut d'information ? Altère-t-il sciemment la vérité par désir d'apologie personnelle ou en raison de ses ambitions politiques ?
Asinius Pollion, rapporté par Suétone, dit des Commentaires qu'ils sont écrits à la hâte, avec peu de soin et de respect pour la vérité. César aurait accepté avec peu d'esprit critique le récit rapporté par ses légats et lieutenants. Il aurait été ainsi mal informé et peu sincère. Cependant, Pollion est un fidèle de César, du Rubicon jusqu'à Pharsale, il semblerait que son avis concerne donc avant tout les Commentaires sur la Guerre civile (il était lui-même l'auteur d'un ouvrage au sujet et titre similaires) et non la guerre des Gaules.
Toujours est-il que César semble avoir disposé pour la rédaction de ses commentaires de sources de première main : témoins directs — dont il faisait partie — et rapports de ses lieutenants et légats en détachement en Gaule sur d'autres théâtres opérationnels que le sien. On estime que ses sources historiques sont bonnes, voire excellentes, tandis que ses sources géographiques sont médiocres : beaucoup des orientations qu'il donne pour relater la topographie et l'espace celtique et breton sont fausses. César se base ainsi probablement sur des cartes mal dressées, trop anciennes ou incomplètes, tant les approximations sur les lieux semblent se multiplier, voire témoigner d'interpolations et de déplacements involontaires dans le récit. On attribue généralement une telle faiblesse géographique à la traduction personnelle, par César, d'un corpus de géographes grecs de moindre qualité dont il a les textes avec lui ; cette traduction aurait été directement versée dans le corps du texte de la guerre des Gaules pour orner le récit d'un cadre descriptif sur la faune et la flore, sur le terrain, afin de donner plus de réalisme à l'environnement des guerres qu'il avait menées. Ce choix relève de la nature de l'œuvre : écrite en quelques mois, de circonstance, sans avoir un accès favorisé à des sources de meilleure qualité depuis ses cantonnements hivernaux au-delà des Alpes.
Il en ressort qu'on refuse généralement à César le qualificatif d'historien : colorant volontairement les faits, maître dans l'art des omissions opportunes, muet sur son ambition masquée par la migration des Helvètes pour expliquer le déclenchement du conflit, discret sur les profits financiers qu'il tira de ces années de combat, l'œuvre globale des Commentaires apparaît plutôt comme un monument de communication politique que comme une œuvre d'histoire à proprement parler.

### Autres œuvres
César est reconnu pour sa pratique oratoire et celle de la rhétorique. Il fait au moins deux éloges funèbres (laudatio), l'un en -68 pour sa tante Julia (le fait que Suétone cite un extrait indique qu'il a dû être publié) et l'autre pour sa femme. Le discours pour la conjuration de Catilina a été recopié par Salluste mais les discours publiés sont fréquemment remaniés. César écrit aussi en 45 av. J.-C. l'Anticato, réplique au panégyrique que Cicéron a prononcé en faveur de Caton d'Utique, « le dernier républicain » ; l'ouvrage n'est connu que par des fragments. Ses qualités d'orateur ont divisé les contemporains, elles sont vantées par Cicéron (Brutus), Quintilien (Institution oratoire, X, 1) et Suétone mais sont critiquées par Tacite (Dialogue des orateurs, XXI).
César a composé deux discours aux soldats durant la guerre d'Hispanie (Apud milites) dont Auguste aurait soupçonné qu'ils soient une forgerie, ainsi qu'un discours pour défendre Metellus qui selon Suétone est authentique mais mal retranscrit par les sténographes,. Enfin, et plus curieusement, il a rédigé un traité de grammaire De analogia, en deux tomes, dans lequel il expose des théories grammaticales argumentées sur l'analogie, ainsi qu'un poème intitulé le Voyage.
César est l'auteur de nombreuses poésies dans sa jeunesse, dont ne subsiste, grâce à Suétone, qu'une épigramme considérée comme médiocre, sur Térence. Selon les Lettres de Pline le Jeune, leur caractère est léger. Elles sont interdites par Auguste car il semble qu'elles aient été soit contraires à la pudeur soit trop médiocres. César semble également avoir écrit plusieurs essais dans sa jeunesse (Éloge d'Hercule, une tragédie d'Œdipe, un Recueil de mots remarquables, ce dernier étant un volume d'apophtegmes (ou Dicta Collectanea) ; mais Auguste interdit leur publication après la mort du dictateur, probablement pour les mêmes raisons que les poésies. Selon l'historien Pierre Grimal, ces trois œuvres perdues ont probablement été écrites en grec.

## Héritage de César

### Réformes politiques
Jules César, devenu dictateur, doit adapter les institutions à l'extension de la puissance romaine qui résulte des conquêtes en Orient et en Gaule, et offrir des charges à ses partisans :
- augmentation du nombre de magistrats : les questeurs passent de 20 à 40, les préteurs de 8 à 16, les édiles sont désormais 6. Les consuls sont toujours deux, mais la nomination de consuls suffects en complément des deux consuls éponymes permet de disposer de plus de candidats pour les fonctions proconsulaires.
- César procède à la nomination directe de la moitié des magistrats, et recommande les candidats aux élections pour l'autre moitié[A 114].
- reconstitution des effectifs du Sénat ; les pertes de la guerre civile sont compensées par l'incorporation massive de nouveaux membres, dont des provinciaux gaulois ou espagnols, faisant passer à 800 ou 900 l'effectif fixé par Sylla à 600 sénateurs[29].

Pour l'administration des provinces, César veut éviter les mandats de cinq ans que Pompée et lui-même ont pratiqués ; il limite la durée des charges de gouverneur à un an pour un propréteur et deux ans pour un proconsul. L'organisation des municipes italiens est précisée par une loi-cadre, dont les Tables d'Héraclée furent souvent vues comme une copie, bien que des études modernes proposent une datation largement antérieure à Jules César,.
Ces réformes sont conservées par Auguste, et permettent de disposer d'une élite nombreuse pour l'administration de l'Empire.

### Réalisations architecturales

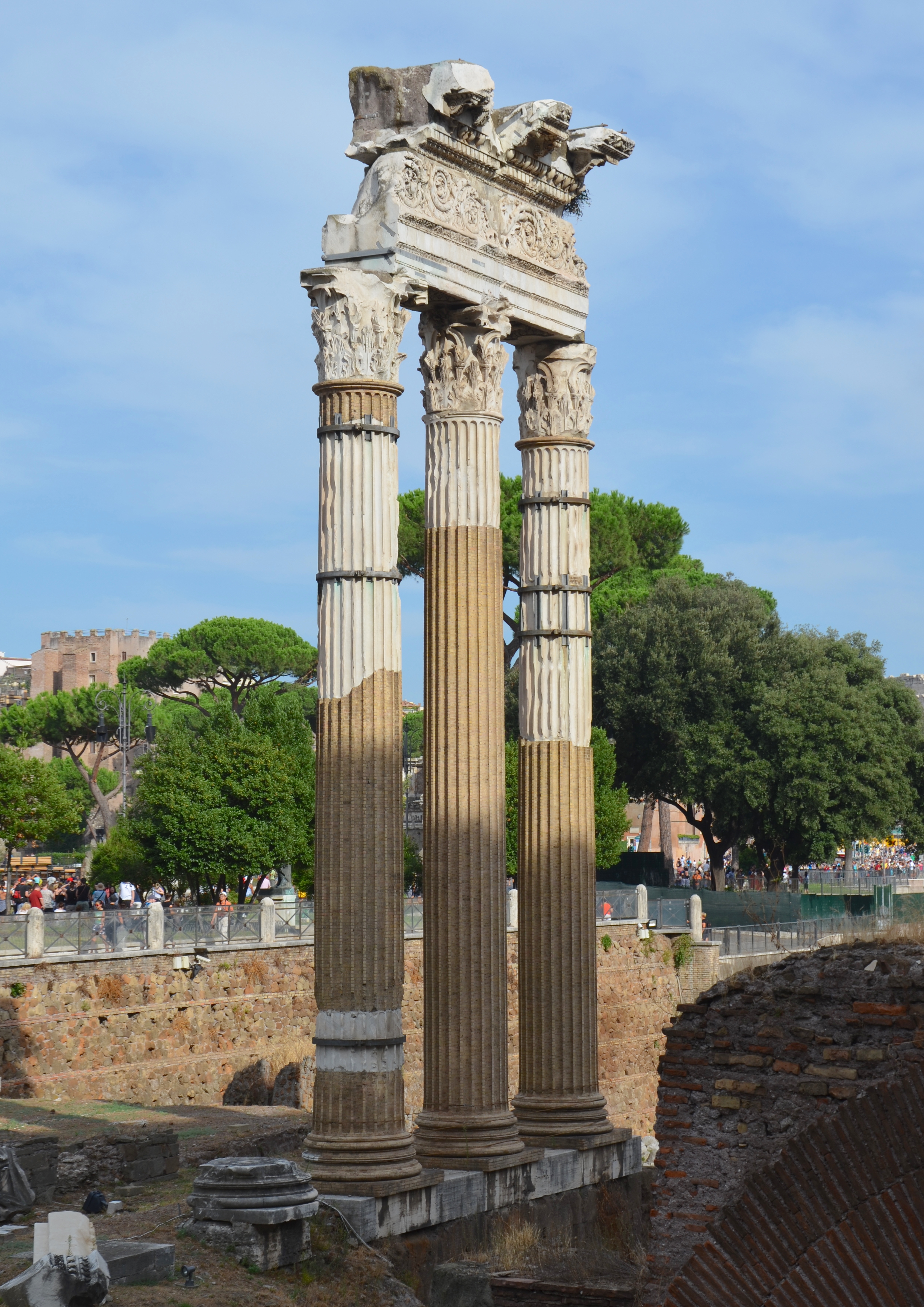
Le Forum de César, inauguré en -46, avec le temple de Vénus Genitrix.

L’activité de bâtisseur de César se manifeste plusieurs fois dans sa carrière politique. À chaque fois, ses réalisations, toujours spectaculaires, sont destinées à renforcer son prestige et sa popularité.
À la fin de la guerre des Gaules en 51 av. J.-C., César entame sa campagne électorale pour une future candidature au consulat. Pompée a construit le premier théâtre romain en pierre à Rome et une nouvelle curie quelques années auparavant. César lance à son tour un projet de bâtiment public prestigieux : un nouveau forum, au nord de l’ancien, ouvrant son côté est sur l’Argilète. Il est financé par le butin des Gaules, et commence par l’achat des terrains, pour une somme de cent millions de sesterces selon Suétone. Ce Forum Julium suit un plan similaire à celui du forum de Pompéi qui date de la même période : une longue esplanade rectangulaire fermée par une enceinte bordée de portiques, au fond de laquelle s’élève le temple de Vénus. Selon Appien, la dédicace de ce temple aurait fait suite au vœu de César d’élever un temple à Vénus Victorieuse s’il est vainqueur à Pharsale. Devant ce temple, il se fait représenter par une statue équestre. Ce nouveau forum crée ainsi une architecture originale en combinant l’agora hellénistique et le temple romain sur podium, formule qu’adopteront tous les forums impériaux ultérieurs.
Maître sans partage de Rome à partir de 46 av. J.-C., César a désormais tous les moyens de sa politique. Il commence par des aménagements de circonstance pour les jeux célébrant son triomphe : agrandissement des extrémités du cirque, construction d’un stade pour les lutteurs sur le Champ de Mars, creusement d’un bassin au bord du Tibre pour une naumachie.
Les travaux entrepris sur le vieux forum voient la reconstruction de la curia Hostilia, incendiée en 52 av. J.-C. par les partisans de Clodius Pulcher. D’autres projets plus ambitieux sont envisagés : la construction de la plus grande basilique de Rome sur l’emplacement de la vieille basilique Sempronia, l’édification d’un temple de Mars, et d’un second théâtre en pierre. Tous ces chantiers seront suspendus pendant les guerres civiles. Octave devenu Auguste les mènera à leur terme en achevant la grande basilique Julia et le théâtre de Marcellus, et en dédiant un temple de Mars vengeur.

### Réorganisation de Rome
Pour décongestionner une Rome surpeuplée, César en repousse les limites administratives et élargit le périmètre sacré du pomœrium à un mille romain (1,5 km) des anciennes murailles de la ville.
Toujours pour la gestion de Rome, César fait recenser la population urbaine, selon une méthode inédite : les citoyens ne sont plus convoqués par tribus pour défiler devant les services de recensement. Le recensement est organisé quartier par quartier, et ce sont les propriétaires des immeubles de location qui doivent déclarer leurs locataires. La méthode dut être efficace, car Auguste la reprendra. Sans préciser les résultats de ce dénombrement, Suétone dit qu’il permit de ramener de 320 000 à 150 000 le nombre de bénéficiaires de distributions gratuites de blé instaurées par Clodius Pulcher en 58 av. J.-C.
Un ultime projet de loi de César destiné à améliorer quelque peu la circulation dans une agglomération aux rues étroites et encombrées interdit la circulation de jour à tout véhicule à roue, à l’exception des chars de procession lors des cérémonies et des charrettes d’entrepreneurs, nécessaires aux chantiers urbains. Cette loi est votée après la mort de César, et reste en vigueur plusieurs siècles, démontrant sa nécessité. Depuis César, la nuit romaine est réservée au transit des marchandises, au grand dam des dormeurs, et suscitant les récriminations de Martial et Juvénal.

### Monnaies

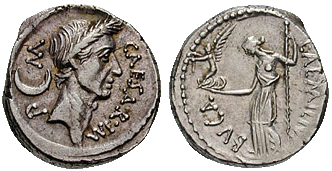
Denier de César émis en 44 avant J.-C. Au droit : P M CAESAR IM Jules César couronné de lauriers ; derrière un croissant. Au revers : L AEMILIVS BVCA, avec Vénus debout à gauche, tenant une Victoire et un sceptre (Crawford, Roman Republican Coinage, 480/4).

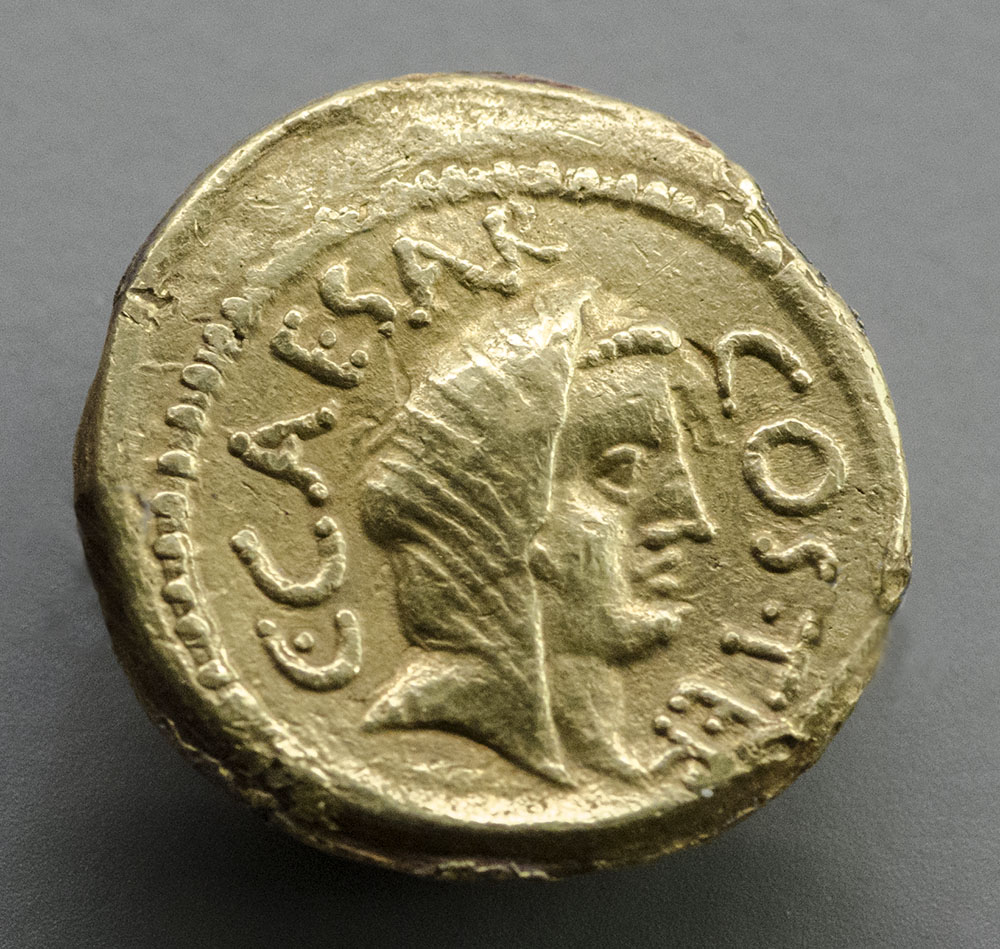
Aureus de César, consul pour la troisième fois - 46 av. J.-C.

Les guerres civiles menées par César lui imposent de forts besoins financiers pour entretenir de plus en plus de légions qui se déplacent d’un secteur à l’autre de l’Empire. Il se dote donc à partir de 49 av. J.-C. d’un atelier monétaire qui suit ses déplacements sur les théâtres d’opération et frappe les espèces monétaires dont il a un besoin croissant. Cette pratique n’est pas nouvelle, le Sénat romain l’a autorisée pour les grands corps expéditionnaires de Lucullus ou de Pompée en Orient, mais César se l’arroge en s’emparant de la réserve de la République. De surcroît, César apporte deux grandes innovations, qui servent sa politique, que ses successeurs Marc Antoine et Octave pérenniseront, et qui s’institutionnaliseront sous l’Empire romain : la frappe de monnaie en or et la figuration de son portrait sur les monnaies.
Rome n’a émis de monnaies en or que temporairement, essentiellement aux moments les plus difficiles de la deuxième guerre punique et en puisant dans les réserves de métal précieux thésaurisées par le Sénat. L’émission d’aurei renoue donc avec l’idée de puiser dans les réserves pour sauver la République, en frappant des monnaie à très fort pouvoir libératoire.
Les motifs qui apparaissent sur les monnaies émises par César participent à sa propagande : outre son nom ou son portrait, une première sous la République, figurent principalement les motifs suivants :
- Vénus, de profil ou en pied, que César présente comme son ancêtre, est le thème le plus fréquent ;
- des accessoires du culte, qui rappellent sa piété et ses qualités d’augure et de pontifex maximus ;
- des Victoires, des enseignes militaires, et des trophées de victoire contre les Gaulois.

### Réforme du calendrier
Les fonctions de pontifex maximus exercées par César comportent la fixation du début de chaque année. César la met à profit pour réformer le calendrier romain, pour que la durée moyenne de l’année soit exactement de 365,25 jours, la meilleure approximation connue à l’époque en Occident. Il donne ainsi son nom de famille au calendrier julien. Suétone précise : « Il régla l’année sur le cours du soleil, et la composa de trois cent soixante-cinq jours, en supprimant le mois intercalaire, et en augmentant d’un jour chaque quatrième année. Pour que ce nouvel ordre de choses pût commencer avec les calendes de janvier de l’année suivante, il ajouta deux autres mois supplémentaires, entre novembre et décembre, à celle où se fit cette réforme ; et elle fut ainsi de quinze mois, avec l’ancien mois intercalaire, qui, selon l’usage, s’était présenté cette année-là ».

### Titre de Caesar
Le nom de César, pris par Octave comme fils adoptif de Jules César, devint par la suite un titre que portèrent tous les empereurs et les princes romains, quoique étrangers à la famille des Césars. Il est ensuite attribué aux héritiers présomptifs de l’empire, usage qui devint une règle à partir de Dioclétien. Depuis cette époque les empereurs prirent le titre d’Auguste et s’adjoignirent avec le titre de César un prince qui doit leur succéder. Le nom de César a donné le mot « Kaiser » en allemand, ainsi que le mot « Tsar » (ou « Czar ») en russe et en bulgare.

## Étymologie du nom «César»

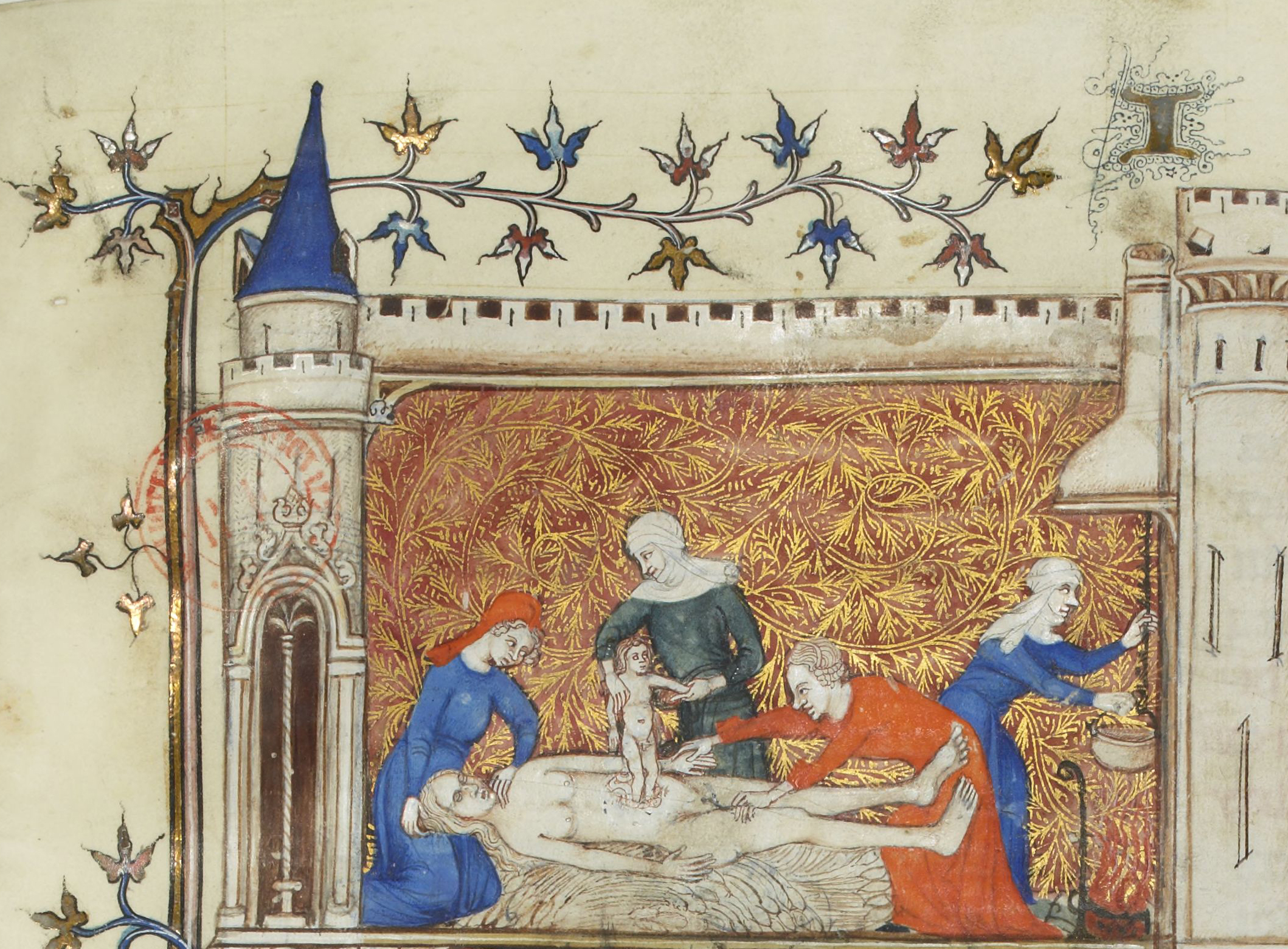
Naissance de César par une césarienne post mortem, Faits des Romains, circa 1360.

L'étymologie du cognomen « Caesar », porté durant plusieurs générations, demeure inconnue.
Pline l'Ancien avance que le surnom de Caesar pourrait venir du fait qu'un de ses ancêtres soit né par césarienne (caesar, aris : enfant né par incision). Le grammairien Servius reprend cette explication mais affirme ailleurs que César lui-même est bien né ainsi. Cependant, les césariennes n'existent durant l'Antiquité que sur une femme morte ou sur le point de mourir et la mère de César, Aurelia Cotta, survit longtemps après la naissance de son fils illustre. Selon l'historien Jean-Paul Pundel, il n'existe aucun argument sérieux qui puisse accréditer la thèse de la naissance de Jules César par une césarienne.
Une tradition populaire postule que c’est à la suite d’un exploit accompli pendant la première guerre punique par un représentant de la gens Julia, qui a vaincu au cours d’un combat un éléphant de l’armée carthaginoise, en lui tranchant les jarrets, qu’on l’aurait honoré du surnom de Caesor, « trancheur ». Puis le terme punique késar, « éléphant », donna caesar, et le sobriquet serait devenu héréditaire. La découverte de monnaies émises au début de la guerre civile, représentant un éléphant piétinant un serpent (ou un carnyx) au-dessus du nom « Caesar », semble étayer cette thèse. Cet ancêtre glorieux serait à placer aux environs de 250 av. J.-C. Mais le premier à porter ce cognomen dont l'histoire a gardé la trace est Sextus Julius Caesar qui a été préteur en 208 av. J.-C. et qui a eu un poste de commandement indéterminé à la bataille de Cannes en 216 av. J.-C..
Enfin, une dernière hypothèse émise par Festus considère que le premier César de la gens Julia aurait été surnommé ainsi à cause d’une abondante chevelure, en latin caesaries.
l’Histoire Auguste, dans la Vie d’Aelius, fait une synthèse de ces différentes origines possibles du nom César.

## Généalogie

### Ascendance
Sauf précision contraire, les dates de cet article sont sous-entendues « avant l'ère commune », c'est-à-dire « avant Jésus-Christ ».

### Famille

#### Parents
Le père de Jules César, Caius Julius Caesar III, né vers 135 av. J.-C. et mort en 85, est le fils de Caius Julius Caesar II. Issu d’une famille patricienne comptant plusieurs consuls (Sextus Julius Caesar II et Sextus Julius Caesar III), il exerce au cours de sa vie les fonctions de questeur (99 ou 98), préteur (92) puis gouverneur d’Asie (91). Il meurt brusquement de cause naturelle à Pisae en 85.
Sa mère Aurelia Cotta, née en 120 et morte en 54 ou 53, est issue d’une famille plébéienne et consulaire (ses trois frères furent consuls). Pour Tacite et Plutarque, elle incarne la matrone romaine, exemplaire par l’éducation et le dévouement qu’elle porte à ses enfants et à sa famille et en particulier à son fils. Devenue veuve en 85, elle ne se remarie pas et continue d’habiter avec ce dernier.

#### Sœurs
À l’exception de César, Caius Julius Caesar III et Aurelia Cotta ont eu deux autres enfants, deux filles, Julia Caesaris « Maior » (l’ancienne) et Julia Caesaris « Minor » (la jeune).
Les informations concernant Julia Caesaris « Maior » sont peu nombreuses. Suétone confirme l’existence de cette dernière car elle aurait selon lui participé à l’accusation de Clodius Pulcher poursuivi pour sacrilège et adultère. Elle a au moins un fils, car différents auteurs mentionnent la part réservée à cet enfant dans le testament de César.
Julia Caesaris « Minor » naît en 101 et meurt en 51. Elle épouse Marcus Atius Balbus, originaire d’Aricie, et est la mère de Atia Balba Caesonia et la grand-mère d’Octave, qui sera adopté par César et deviendra l’empereur Auguste.

#### Épouses
Selon Suétone, Cossutia est la première femme de César, dont il divorce pour épouser Cornelia (la mère de sa fille Julia) pour des motifs politiques : « et quoiqu’on l’eût fiancé, dès son enfance, à Cossutia, d’une simple famille équestre, mais fort riche, il la répudia, pour épouser Cornélie, fille de Cinna, lequel a été quatre fois consul » .
L’examen des rares sources et la compilation des études sur le sujet mènent à dégager l’hypothèse suivante : César, venant juste de revêtir la toge virile, a épousé Cossutia, issue d’une riche famille équestre, entre juillet 85 et juillet 84 av. J.-C. (sans doute à l’instigation de ses parents et pour des raisons financières, la famille n’étant pas spécialement riche) et en divorça l’année suivante, sous le consulat de Lucius Cornelius Cinna, dont il épousa la fille, Cornelia (un choix plus personnel traduisant une orientation politique qui ne s’est jamais démentie par la suite, César, bien qu’encore très jeune étant devenu le chef de famille à la mort de son père).
Plutarque, quant à lui, n’apporte pas une solution satisfaisante, car le récit qu’il fait de la vie de César comporte certaines incohérences : « Au retour de sa questure, il épousa en troisièmes noces Pompeia ; il avait de Cornélia, sa première femme, une fille, qui par la suite fut mariée au grand Pompée ». Le passage comporte une contradiction que Napoléon III avait déjà relevée en 1865 dans son Histoire de Jules César :

« Plutarque dit que Cornelia fut la première femme de César, quoiqu’il prétende qu’il épousa Pompeia en troisièmes noces. »

Enfin, si Pompeia Sulla est la troisième femme de César, et Cornélia sa première, Plutarque ne mentionne pas l’identité de sa deuxième épouse. Il semble plus vraisemblable que Cornélia soit la deuxième épouse de César et Cossutia sa première.
En 68 av. J.-C., après avoir exercé les fonctions de questeur en Hispanie, César épouse Pompeia Sylla, car sa deuxième épouse Cornélia est morte l’année précédente. Cinq ans plus tard, en 63 av. J.-C., César est élu pontifex maximus et décide de divorcer à la suite de relations supposées entre sa femme et un jeune patricien, Clodius Pulcher. Enfin, en 59 av. J.-C., il épouse Calpurnia Pisonis avec laquelle il restera lié jusqu’à sa mort en 44 av. J.-C.

#### Enfants
Cornelia Cinna lui donne son unique enfant légitime, une fille prénommée Julia, qui naît en 83 av. J.-C. ou 82 av. J.-C. et épouse Pompée en 60 av. J.-C.. Elle meurt en 54 av. J.-C.
Au cours de son séjour en Égypte, César entretient des relations avec Cléopâtre VII qui accouchera plus tard (vers 47 ou plus probablement vers 44) d’un enfant, Ptolémée XV dit Césarion. Cependant, la paternité de César envers cet enfant est discutée par les historiens et est selon Suétone l’objet d’une polémique peu de temps après la mort du dictateur. Césarion est exécuté très jeune (15 ou 17 ans) par Octavien, le fils adoptif de César.
En 46 av. J.-C., César, sans descendance légitime, adopte son petit-neveu Octave par testament qui, selon l’usage romain en cas d’adoption, est désormais appelé Caius Julius Caesar Octavianus (Octavien).
Enfin, César est peut-être le père de Brutus, qu’il aurait eu avec Servilia Caepionis en 85 av. J.-C. En effet, Plutarque rapporte la bienveillance de César envers celui-ci et la croyance d’en être le père naturel, l’enfant étant né durant la période où il fréquente Servilia.

## Vie amoureuse de César

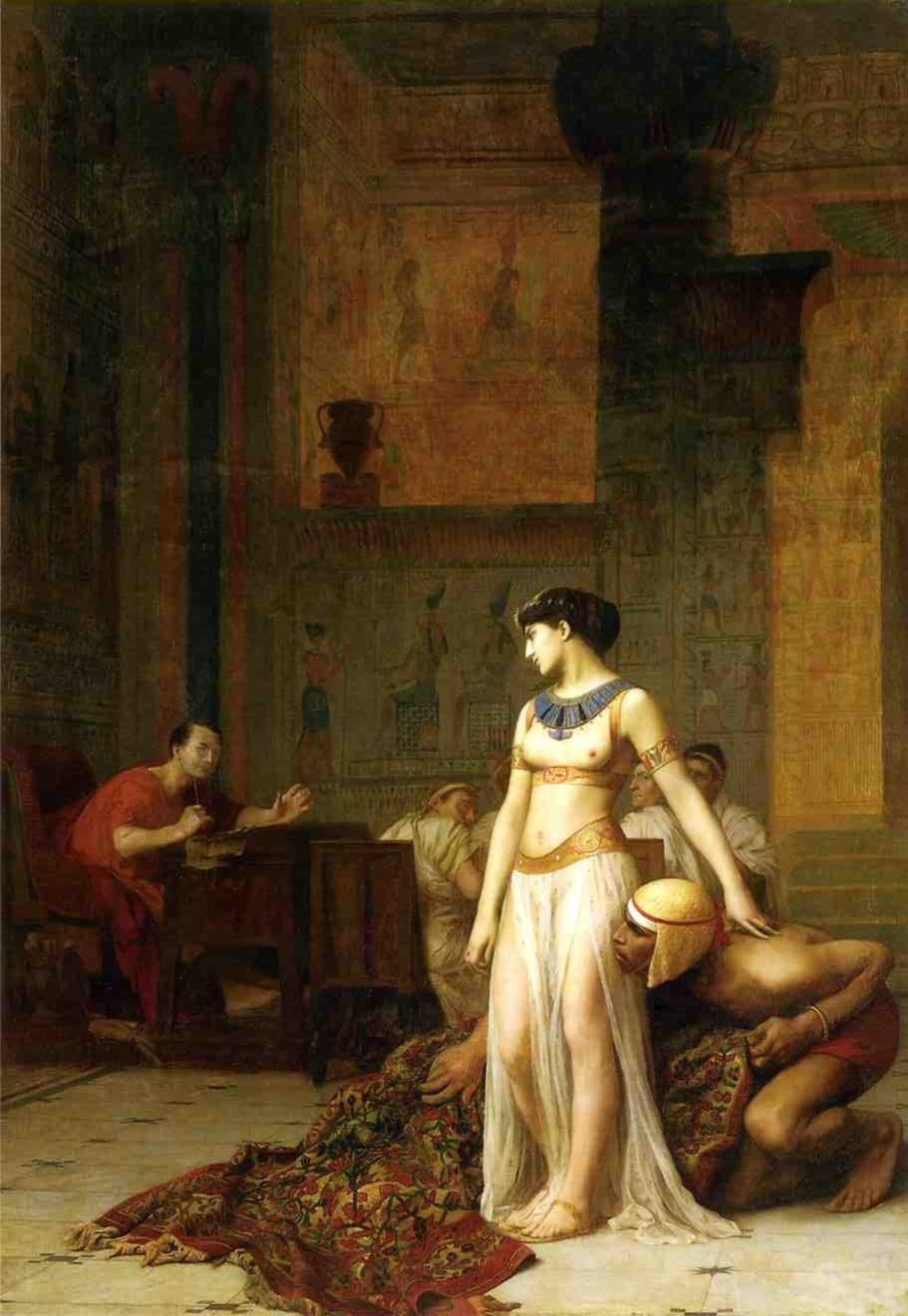
Cléopâtre devant César par Jean-Léon Gérôme (1866).

### Amours illustres
César entretient des relations particulières avec Servilia Caepionis, sœur de Caton et mère de Brutus, dont la passion pour lui est publiquement connue à Rome, notamment par le billet doux qu'elle lui transmet lors de la séance sénatoriale de fin 63 av. J.-C. Ainsi, Suétone rapporte les présents et avantages qu’il lui offrit, dont une perle d’une valeur de six millions de sesterces à l'occasion de son élection au consulat en 59, ou en 46 de magnifiques domaines confisqués aux proscrits.
César aurait eu des relations amoureuses avec Eunoé, femme de Bogud, roi de Maurétanie. C'est cependant sa liaison avec Cléopâtre VII qui est restée la plus célèbre. Suétone rapporte comment il remonte le Nil avec la reine d'Égypte et la fait venir à Rome où il la comble d’honneurs et de présents. C’est aussi pour lui un bon moyen de tenir sous contrôle l’Égypte, où trois légions sont présentes, et dont la place dans l’approvisionnement en céréales de l’Italie commence à devenir prépondérante. Toujours est-il que Cléopâtre est présente à Rome au moment de l’assassinat de son amant et qu’elle rentre rapidement dans son pays après le meurtre.

### Réputation amoureuse
Suétone fait état d’une rumeur selon laquelle César, au début de sa carrière, aurait eu avec Nicomède IV, roi de Bithynie, des relations sexuelles où il aurait tenu le rôle passif : l'histoire le suit sa vie durant. Reprise par Cicéron, Caius Memmius et d'autres de ses adversaires politiques, elle lui vaut de la part de Bibulus, son collègue au consulat, le surnom de « reine de Bithynie ». Lors de son triomphe à Rome, après les campagnes en Gaule, ses soldats chantent encore : « César a soumis les Gaules, Nicomède a soumis César ». Lui-même, selon Dion Cassius, rejette l'accusation, jusqu'à la nier sous serment.
Deux poèmes de Catulle laissent entendre que César et Mamurra, son ingénieur, auraient été amants ; toutefois leur auteur, nous dit Suétone, s'en est par la suite excusé. Quant à l'allégation, émise par Marc Antoine, selon laquelle Octave aurait obtenu d'être adopté par César au prix de faveurs sexuelles, elle relève pour le même Suétone de la catégorie des « bruits infâmes » les plus facilement démentis.

César s'est aussi vu attribuer des conquêtes féminines nombreuses, particulièrement dans les rangs de la haute société romaine : à Servilia Caepionis, Suétone ajoute Postumia, femme de Servius Sulpicius, Lollia, femme d’Aulus Gabinius, et Tertulla, femme de Marcus Crassus ; il évoque également des soupçons concernant Mucia, la femme de Pompée, et Tertia, la propre fille de Servilia. Ce penchant de César pour les amours illicites est lui aussi chanté en vers par ses soldats lors de ses entrées triomphales : 

« Citoyens, surveillez vos femmes : nous amenons un adultère chauve.
Tu as forniqué en Gaule avec l’or emprunté à Rome. »

Ces paroles rappellent que la calvitie dont il souffrait était un symbole de virilité.
Le mot qui le proclame « mari de toutes les femmes et femme de tous les maris », que Suétone attribue à Curion l'Ancien, rassemble les deux imputations de « sodomite » et d'« adultère ». Comme le relèvent Florence Dupont et Thierry Éloi, si cette formule, lue avec le regard d'aujourd'hui, explique pour une bonne part la présence de César dans des recensions de « bisexuels célèbres », elle n'a pas le même sens pour ses contemporains, dont les conceptions reposent sur d'autres catégories. La société romaine ne réprouve pas qu'un citoyen ait des partenaires sexuels des deux sexes ; en revanche, elle fait d'un comportement sexuel passif le signe d'une soumission ou d'une infériorité indignes de son statut : une infamie qui, dans le cas de César, est contrebalancée, selon Eva Cantarella, par la réputation de virilité tirée de ses conquêtes, tant féminines que militaires. Cependant les deux allégations symétriques renvoient au fond à la dénonciation d'une même hypersexualité, incontrôlée et dégradante ; Florence Dupont et Thierry Éloi y lisent un lieu commun, un topos des discours sur les « tyrans », qui vise plus particulièrement, à propos de César, son aspiration supposée à la royauté.

## État de santé de César
Selon Plutarque, la santé de César est fragile, il est sujet à de fréquents maux de tête et à des attaques d’épilepsie.
Cette faiblesse de César et son mauvais état de santé semblent également être attestés par Suétone. Toutefois, Suétone souligne aussi l’endurance de César à la marche ou à la nage lors de ses campagnes.
Appien fait état de pertes de connaissance et de convulsions, dont il souffrait surtout dans des périodes d’inactivité et à la fin de sa vie. Un fragment de Nicolas de Damas affirme que les amis de César évoquent ses vertiges pour le dissuader de se rendre au Sénat.
Néanmoins, César n’aurait pas pu commander aussi efficacement ses troupes en Gaule s’il avait été en mauvaise santé[réf. nécessaire]. Quelle que soit la maladie l’affectant, il ne semble l’avoir éprouvée que tardivement. Les attestations de son « épilepsie » datent seulement des dernières années de sa vie (à Thapsus et peut-être à Munda). S’il en avait été autrement, Cicéron, qui ne le portait pas dans son cœur, ne se serait sûrement pas privé de l’attaquer sur le sujet, comme il l’a fait à propos d’une prétendue aventure avec le roi Nicomède IV de Bithynie. De plus, le diagnostic des maladies n’obéit pas aux mêmes critères qu’aujourd’hui et des symptômes ressemblant à ceux décrits très imprécisément par Plutarque et Suétone peuvent être dus à de nombreuses autres causes (hypoglycémie, malaise vagal, coup sur la tête, tumeur, hypotension orthostatique, etc.).

## Œuvres inspirées par la vie de César

### Moyen Âge

César, roi de carreau, vestige de la série des Neuf Preux.

Jules César fait partie des personnages historiques les plus saillants de la culture mondiale. Sa popularité ne cesse de croître dès le XIIe siècle avec la diffusion du motif des Neuf Preux, neuf grandes figures historiques ou mythiques qui incarnent l'idéal du roi chevalier. De cette tradition subsiste encore aujourd'hui le roi de carreau de nos jeux de cartes.
Les Faits des Romains, au début du XIIIe siècle, est la première biographie en français entièrement consacrée à César, qui s’inspire des œuvres de César lui-même, Lucain, Suétone et Salluste ; ce texte historique fait aussi appel à des procédés empruntés au roman ou à la chanson de geste, et aura une grande influence sur l’image de César au Moyen Âge.
Au début du haut Moyen Âge, Saint Césaire de Terracina, diacre et martyr, à cause de son nom, a remplacé et christianisé le culte païen de Jules César et des empereurs romains ; ceci favorise la naissance de la Passio S. Caesarii (Histoire de la vie du saint protecteur des Caesars romains). Saint Julian, associé en Italie à Saint Césaire, montre que le nom de l'église au palais impérial sur le mont Palatin à Rome, a été interprété dans le titre impérial qui a pris naissance avec Jules César.

### De la Renaissance à l'âge moderne

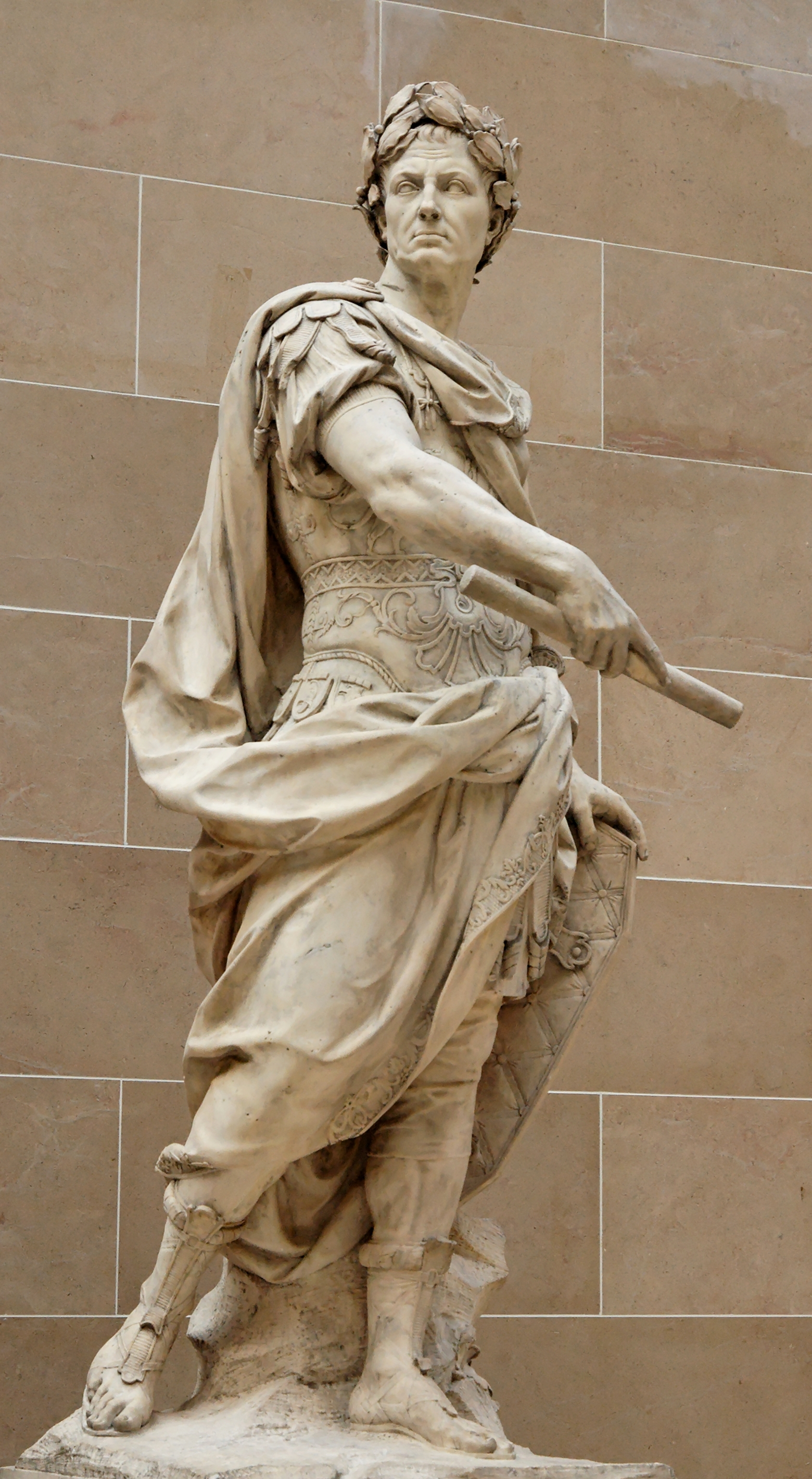
Statue de Jules César réalisée par Nicolas Coustou en 1713.

- César inspira à William Shakespeare, l’une de ses tragédies, Jules César, sans doute vers 1599, publiée pour la première fois dans l'in-folio de 1623.
- La Mort de César, tragédie en trois actes, écrite par Voltaire en 1731, publiée en 1736 et représentée le 29 août 1743 par le Théâtre-Français. L’œuvre sur Gallica
- Jules César en Égypte, opéra de Haendel, a été créé à Londres en 1736 au théâtre Haymarket.

### Œuvres contemporaines

#### Littérature
D’innombrables historiens ont entrepris des biographies de Jules César : on peut citer Jérôme Carcopino, Joël Schmidt, Robert Étienne et Max Gallo parmi les contemporains. Sa vie a été reprise de façon plus romancée par des auteurs tels que Colleen McCullough et Conn Iggulden.

#### Bande dessinée
Dans la bande dessinée, Jules César apparaît dès 1948 dans Les Aventures d'Alix, de Jacques Martin. Il devient le protecteur d'Alix dans le premier épisode (Alix l'intrépide) puis en fait son envoyé en Égypte (Le Sphinx d'or). On le retrouve ensuite périodiquement dans les aventures suivantes, sans qu'il ne joue jamais un grand rôle.
Jules César au faîte du pouvoir est, à partir de 1959, un personnage récurrent de la bande dessinée Astérix, créant une vision humoristique (mais non ridicule) qui sera une constante dans la représentation française grand public de César.
Dans un registre plus sérieux mais autant dramatique qu'historique, César apparaît aussi dans la série Vae victis !, publiée par Simon Rocca (scénario) et Jean-Yves Mitton (au dessin) chez Soleil en 15 tomes entre 1991 et 2006. La seconde moitié de la série retrace la guerre des Gaules.
Les années 2010 voient l'adaptation en bande dessinée de La guerre des Gaules par Tarek (au scénario) et Vincent Pompetti (au dessin) : le tome 1, Caius Julius Caesar, paraît chez Tartamudo en 2012.

#### Cinéma
Au cinéma, Jules César apparaît dans de nombreux films sérieux ou comiques. En France, il eut surtout droit à des péplums burlesques :
- en 1982, Deux heures moins le quart avant Jésus-Christ, réalisé par Jean Yanne, où il est interprété par Michel Serrault.

Les rares apparitions de Jules César dans des péplums non-burlesques en France sont dans les films suivants, qui retracent la guerre des Gaules ;
- en 1909, Vercingétorix, court-métrage muet produit par Charles Pathé, sorti à Paris le 8 janvier 1909 avec des scènes coloriées[62] ;
- en 2001, Vercingétorix : La Légende du druide roi, réalisé par Jacques Dorfmann ; César est interprété par Klaus Maria Brandauer. Ce film fut au moment de sa sortie assassiné par la critique, qui lui reprocha un ton comique involontaire, des dialogues insipides et un manque de rigueur historique.

Jules César apparaît aussi dans quelques péplums italiens où il est traité de façon beaucoup plus dramatique et sérieuse, les Italiens s'identifiant aux Romains de la même façon que les Français s'identifient aux Gaulois, d'où le traitement principalement burlesque du personnage en France et plus noble en Italie. En Italie, il apparaît notamment dans les films suivants qui retracent également la guerre des Gaules :
- en 1909, Giulio Cesare, film muet italien de Giovanni Pastrone, avec Giovanni Pastrone dans le rôle de César. Ce film est l'adaptation d'une pièce de théâtre de William Shakespeare qui relate la conspiration contre Jules César et son assassinat ;
- en 1914, Jules César, film muet italien d'Enrico Guazzoni, avec Amleto Novelli dans le rôle de César. Ce film est également l'adaptation de la pièce de Shakespeare qui relate la conspiration contre César ;
- en 1962, Jules César, conquérant de la Gaule, réalisé par Amerigo Anton. César est interprété par Cameron Mitchell. Ce film, bien que vaguement basé sur les Commentaires sur la guerre des Gaules, commet autant d'erreurs historiques que le film de Dorfmann en commettra quarante ans après ;
- en 1964, Fort Alésia, réalisé par Antonio Margheriti, César est interprété par Alessandro Sperlì (it). Ce film est un nanar assumé qui imagine que les Gaulois auraient inventé une arme secrète pour gagner la guerre et que les Romains doivent détruire.

Inversement, les réalisateurs anglo-saxons le figurent de façon plus dramatique, notamment dans les nombreuses versions cinématographiques de Cléopâtre :
- en 1911, Julius Caesar de Frank R. Benson (en), avec Frank R. Benson dans le rôle de Jules César ;
- en 1917 dans Cléopâtre de J. Gordon Edwards, avec Fritz Leiber dans le rôle de César ;
- en 1945, César et Cléopâtre, film britannique réalisé par Gabriel Pascal, avec Claude Rains dans le rôle de César ;
- en 1953, Jules César, film américain réalisé par Joseph L. Mankiewicz, d’après la pièce de William Shakespeare, avec Louis Calhern dans le rôle-titre ;
- en 1960 dans Spartacus, film américain réalisé par Stanley Kubrick (et partiellement par Anthony Mann), avec John Gavin dans le rôle de César. Dans la réalité, César n'a exercé de commandement militaire que plus tard, étant trop jeune à cette époque ;
- en 1963 dans Cléopâtre de Joseph L. Mankiewicz, avec Rex Harrison dans le rôle de César.

Jules César apparait enfin comme personnage récurrent dans les films d'animation et les films en prise de vue réelle dérivés de la série Astérix

#### Séries télévisées
Les séries télévisées mettent tout aussi régulièrement en scène Jules César, la plupart de ses apparitions ont lieu dans des contextes qui se revendiquent davantage du genre historique :
- en 1999, la mini-série américaine Cléopâtre, produite par Hallmark Entertainment, relate la vie de Cléopâtre VII, reine d'Égypte, en se concentrant sur la période de la conquête romaine. Le rôle de Jules César y est interprété par Timothy Dalton ;
- en 2002, Jules César (Julius Caius), téléfilm allemand réalisé par Uli Edel. Son rôle est interprété par Jeremy Sisto ;
- en 2005, la série télévisée américaine Rome, coproduite par HBO et la BBC, retrace (de façon assez correcte historiquement, bien que simplifiée) son parcours en tant que dictateur. Son rôle y est interprété par Ciarán Hinds ;
- en 2013, la série télévisée américaine Spartacus : La Guerre des damnés fait apparaître Todd Lasance dans le rôle de César. Mais le rôle de César dans cette série est une invention dramatique, car il n'y a aucune trace historique de sa participation, s'il en existe, dans la guerre contre Spartacus.

#### Documentaires
- 2007 : Vercingétorix : Le roi des guerriers, le héros national, le dernier Gaulois…, film documentaire en 3 épisodes de Jérôme Prieur[63], édition Arte DVD
- 2011 : Alésia, le rêve d'un roi nu, docufiction de Gilles Boustani et Christian Boustani avec Carlo Brandt dans le rôle de Jules César. Ce film est projeté dans le cadre de l'exposition permanente du MuséoParc Alésia sur le site d'Alésia[64].
- 2014 : Secrets d'Histoire - Jules César ou la gloire de Rome, docufiction historique présenté par Stéphane Bern.
- 2015 : Le Dernier Gaulois, docufiction animé réalisé en capture de mouvement de Samuel Tilman[65].
- 2016 : Secrets d'Histoire - Cléopâtre ou la beauté fatale, docufiction historique présenté par Stéphane Bern.
- 2021 : Romains contre Gaulois : la bataille décisive, docufiction réalisé par Thomas Risch et écrit par Steven Jezo-Vannier, produit RMC Découverte[66].
- 2023 :
- Secrets d'Histoire - Vercingétorix, le premier des Gaulois, docufiction historique présenté par Stéphane Bern et produit par Julien Poinot avec Lucas Mortier dans le rôle de Jules César.
- Jules César, la fabrique d'un dictateur de Richard Pearson

#### Peintures

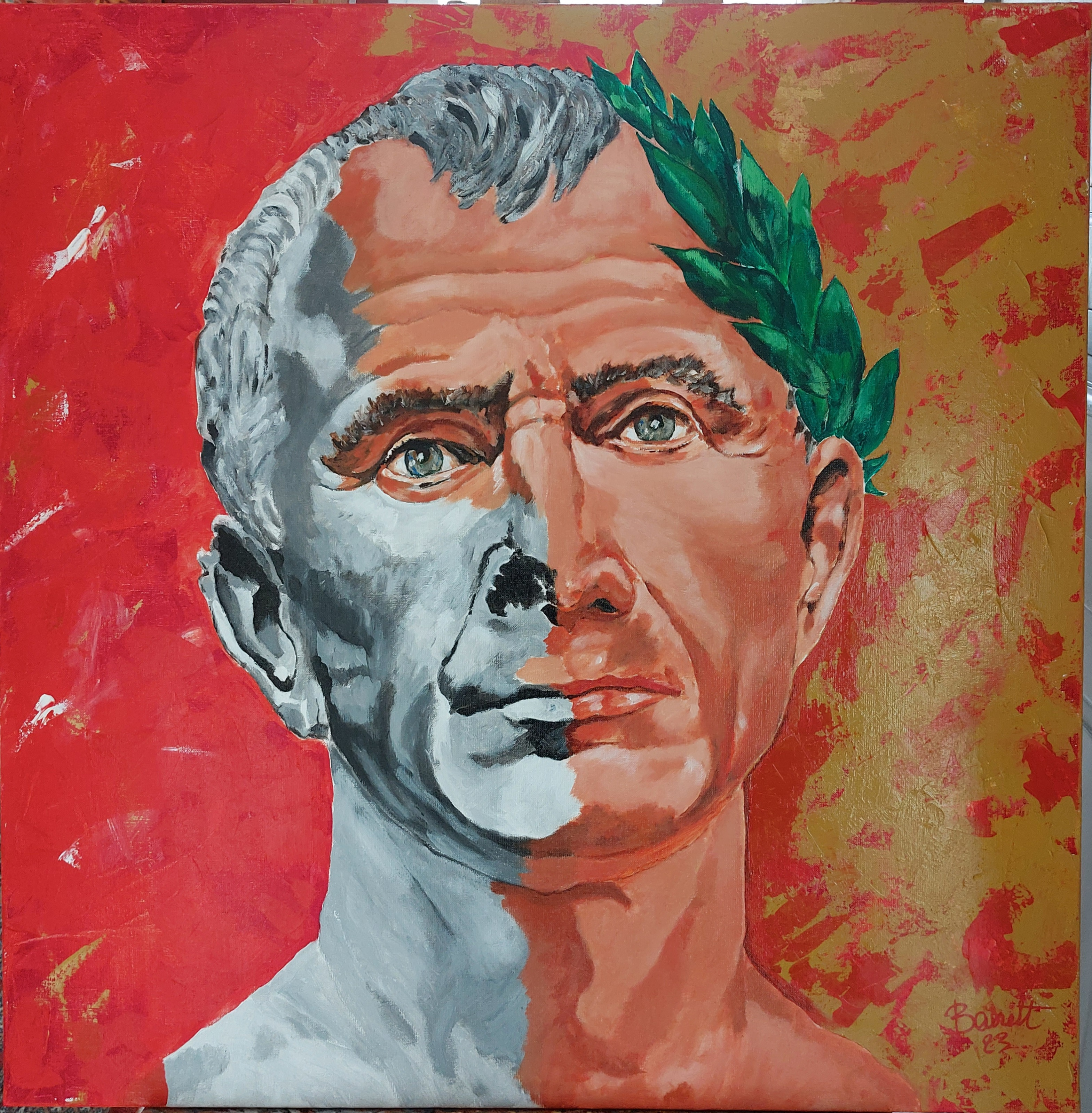
Jules César portrait réalisé par Patrick Barrett à partir du seul buste réalisé de son vivant repêché dans le Rhône en 2007.

En 2023, Patrick Barrett, peintre français fait revivre Caius Julius Caesar Imperator à partir d'une statue repêchée en 2007 dans le Rhône et exposée au Musée départemental de l'Arles Antique. Selon Luc Long, conservateur en chef du patrimoine au Département des recherches archéologiques subaquatiques et sous-marines, il s'agit du seul buste connu et réalisé du vivant de Jules César.

#### Attractions au Parc Astérix
Au sein du célèbre parc d'attractions Astérix, l'image de Jules César est très présente. 

#### Jeux vidéo
Jules César apparaît dans des jeux de stratégie temps réel comme Age of Empires: The Rise of Rome ou Total War: Rome II. En 2017, Jules César est un des protagonistes principaux de l'histoire d'Assassin's Creed Origin's.
Jules César apparaît également dans la plupart des jeux vidéo adaptés de la bande dessinée Astérix.
Depuis 1991, Jules César apparaît dans plusieurs opus du jeu de stratégie Civilization.

## Citations
Plusieurs phrases attribuées à Jules César sont passées à la postérité :
- « Les hommes croient en ce qu’ils désirent »[A 146].
- « J'aimerais mieux être le premier dans un village que le second à Rome »[A 18].
- « La femme de César ne doit pas être soupçonnée »[A 147].
- « Alea jacta est » (Le sort en est jeté)[A 148].
- « Veni, vidi, vici » (Je suis venu, j’ai vu, j’ai vaincu)[A 71].
- « Tu quoque mi fili » (Toi aussi mon fils)[A 93].
- « Ils ne se rappelaient pas combien de tout petits motifs avaient souvent occasionné de grandes pertes »[67].
- « Recommencer, ce n'est pas refaire »[67].
- « De tous les peuples gaulois, les Belges sont les plus braves »[67].
- « Si les Gaulois sont ardents et prompts à entreprendre une guerre, pour supporter les désastres leur esprit est mou et sans résistance »[67].
- « Le danger que l'on pressent, mais que l'on ne voit pas, est celui qui trouble le plus »[67].

## Portraits
Sur près de deux cents portraits représentant César, seuls vingt à vingt-cinq sont antiques et seulement trois sont considérés comme une représentation de son vivant : les pièces de monnaie à son effigie (sept types de pièces montrant son portrait vu de profil), le portrait du musée archéologique de Turin découvert à Tusculum en 1825, et un portrait du musée d’Arles découvert en 2007 dans le Rhône, dont l'identification à César ne fait toutefois pas l'unanimité. Les caractéristiques de ces deux derniers portraits, fortement individualisés, les situent entre 50 et 44 av. J.-C., dans les dernières années de vie du dictateur. On distingue dans les deux cas un cou allongé, marqué de plusieurs plis, la pomme d’Adam saillante, de petits yeux enfoncés dans les orbites, des arcades sourcilières étirées, la disposition décalée des oreilles, les rides de vieillesse et d’expression, des joues émaciées avec les pommettes saillantes, la fossette supra-thyroïdienne qui constitue une marque individuelle relativement rare, la calvitie avancée avec deux golfes temporaux creusés et masquée par une mèche de cheveux ramenée en avant par vagues successives, des déformations pathologiques (clinocéphalie — aplatissement du sommet du crâne — et hypertrophie bitemporale un peu plus marquée à gauche, signe de plagiocéphalie) probablement liées à un traumatisme à la naissance, enfin la même organisation des boucles de cheveux sur les tempes. Le dessin de profil est identique dans les deux représentations.
Parmi les autres portraits antiques de César, deux sont devenus des représentations « canoniques » célèbres à l’époque augustéenne, quand se mettent en place la propagande et l’image officielle du défunt : celui du musée Chiaramonti au Vatican et celui du Camposanto de Pise. Dans les deux cas, le visage est allongé, anguleux, les joues sont creuses, les lèvres serrées, la frange horizontale qui efface tout souvenir de la calvitie, ce qui fait penser à une œuvre de propagande augustéenne.

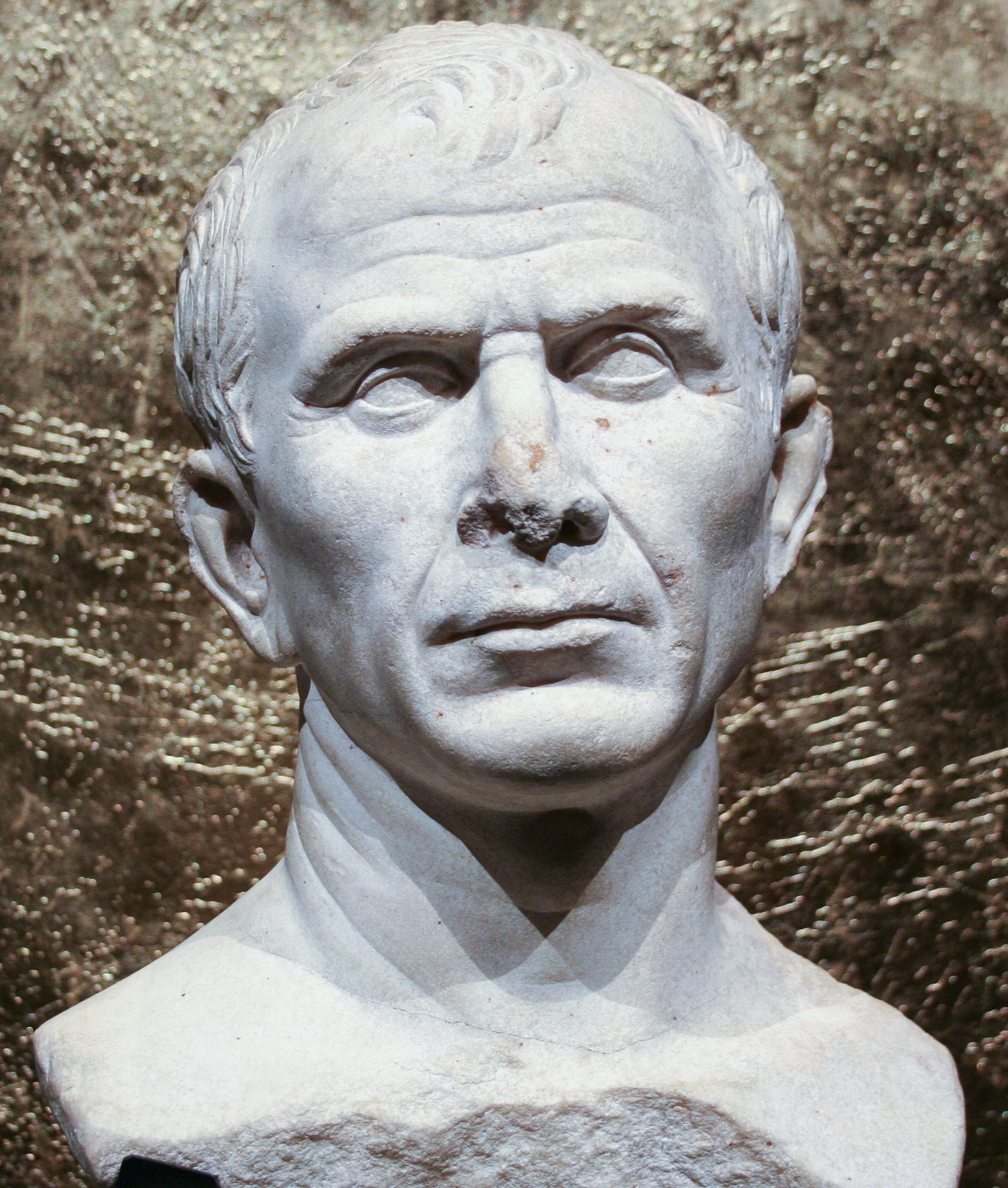
Musée d'Arles.
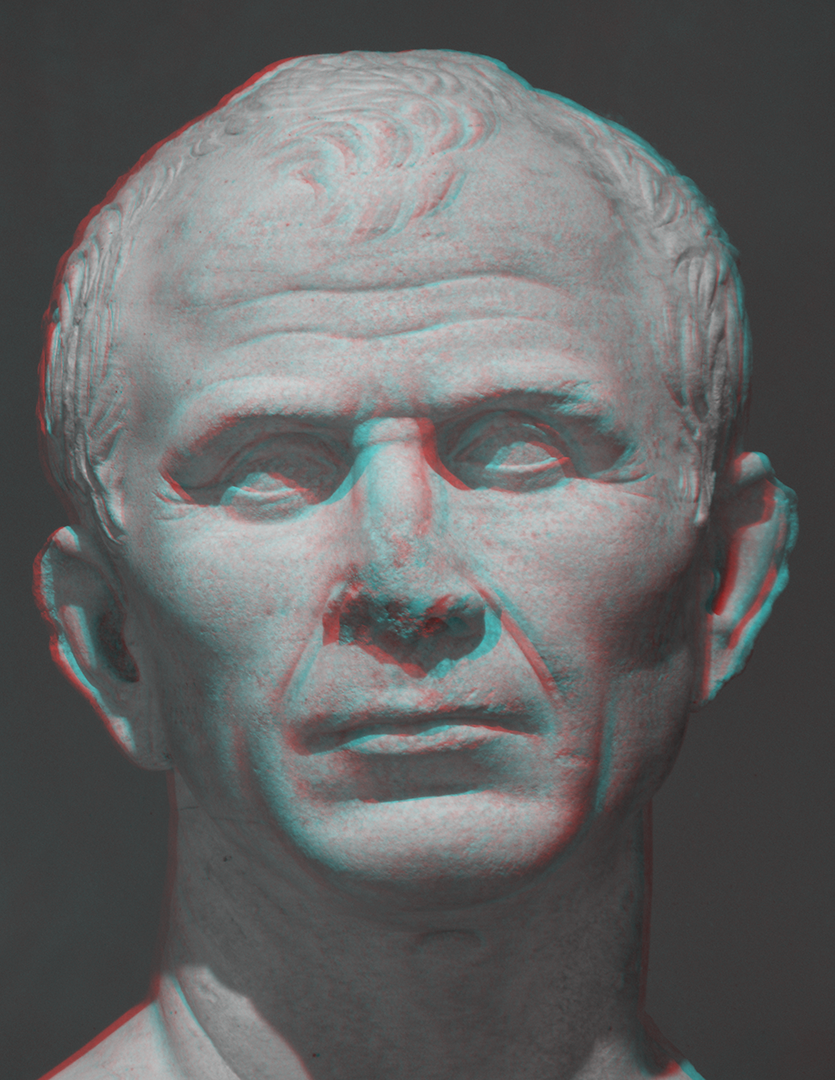
Anaglyphe (3D) du César d'Arles.
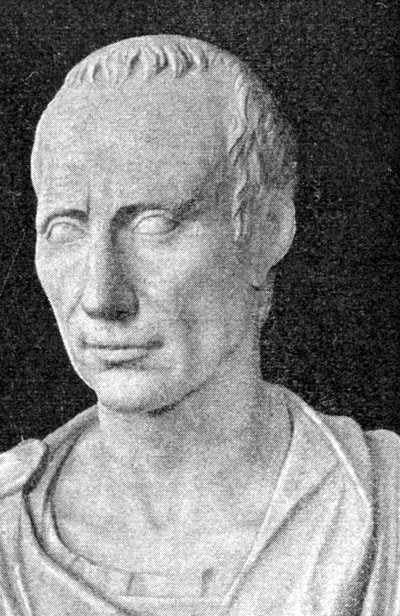
Musée du Vatican, Rome.
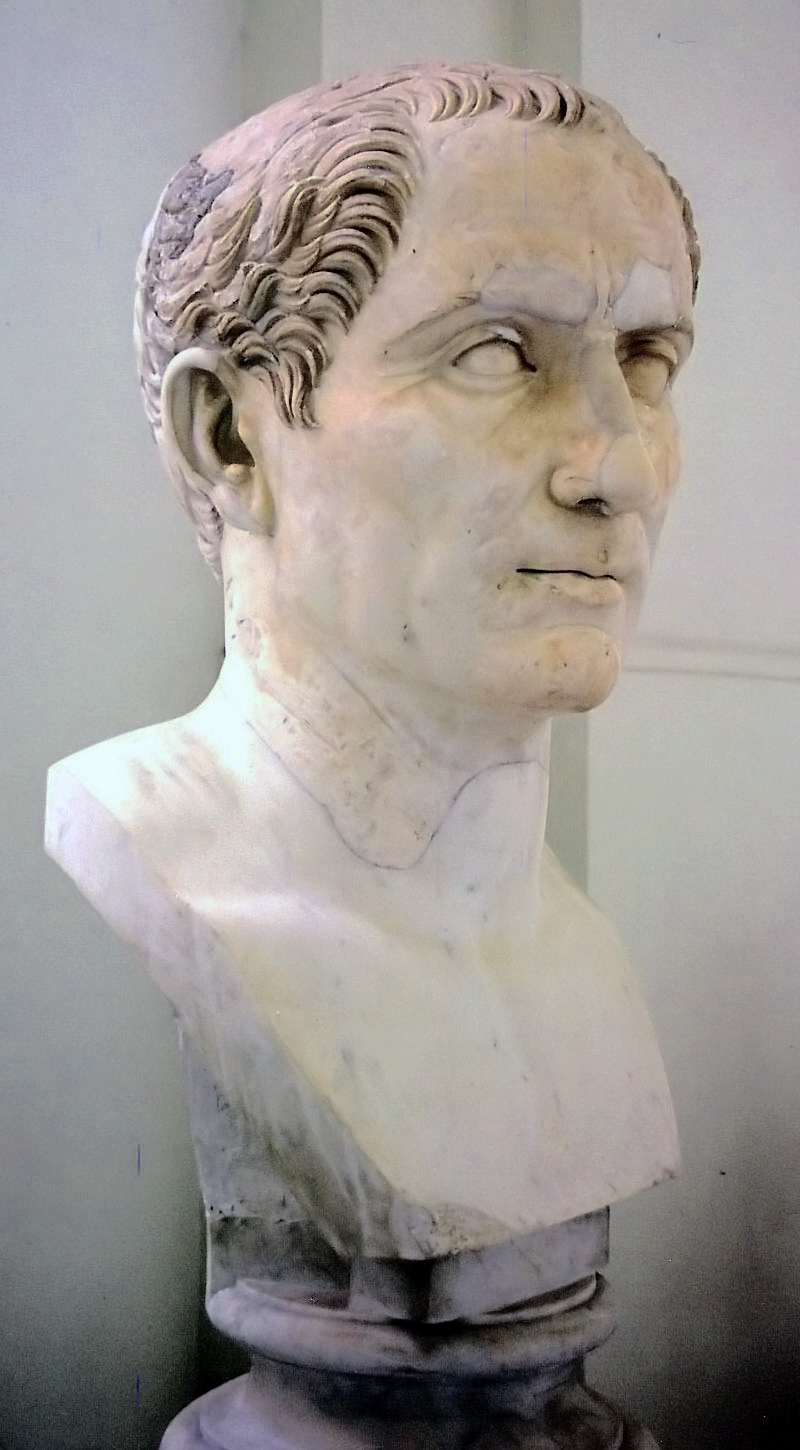
Musée archéologique national, Naples.
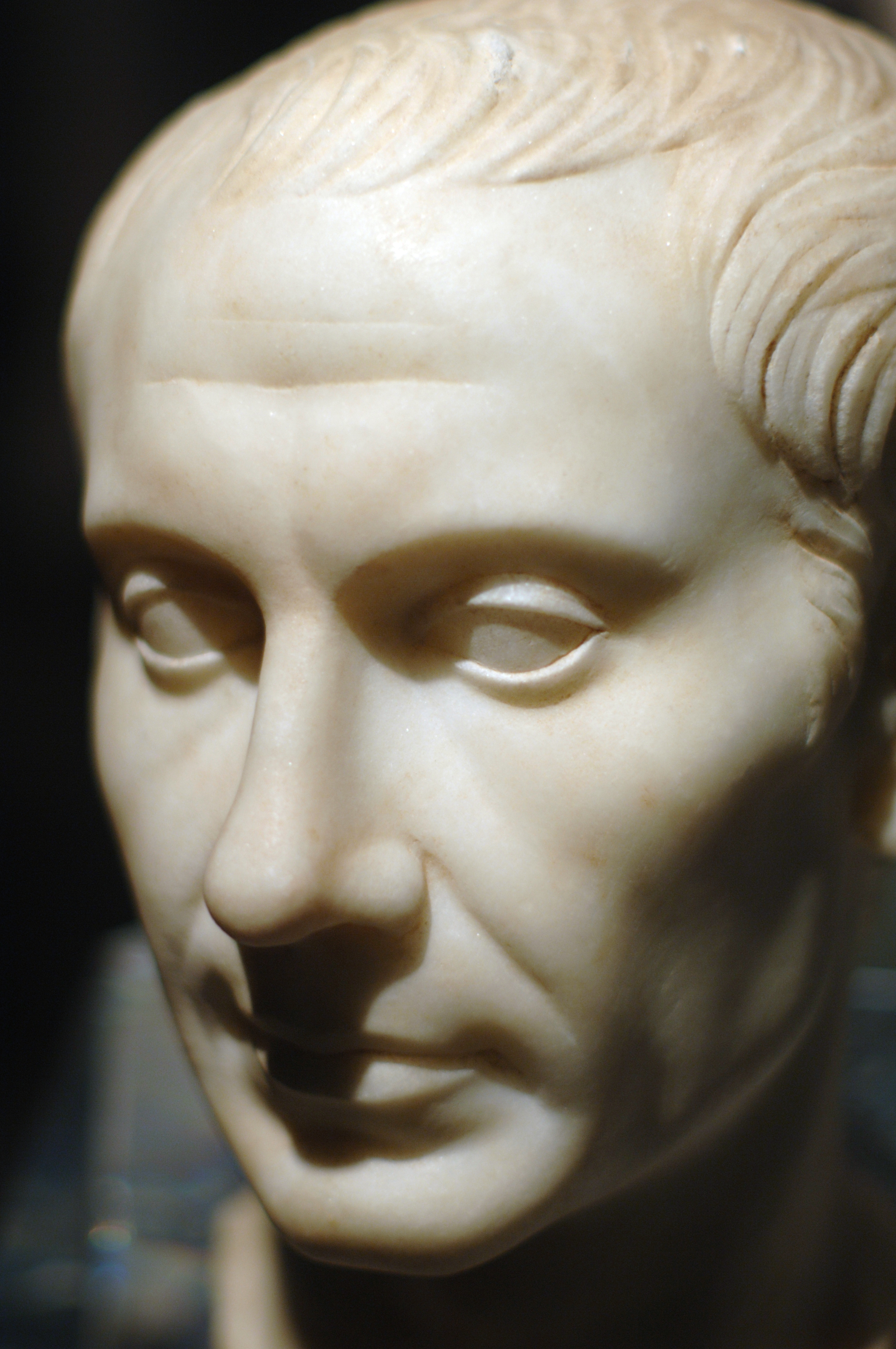
Buste en marbre découvert à Pantelleria (Sicile).
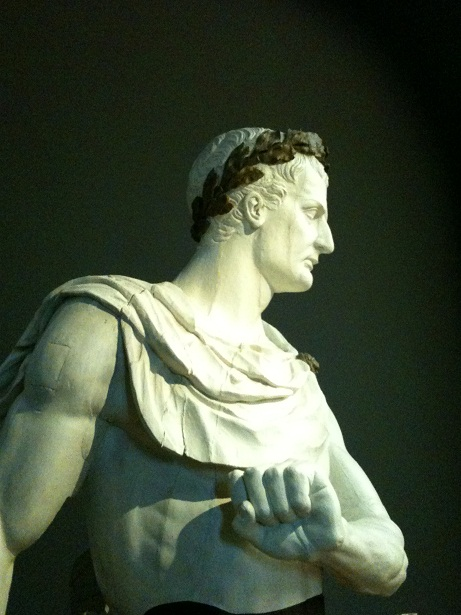
Jules César au Musée de la Marine de Paris.

## Annexes

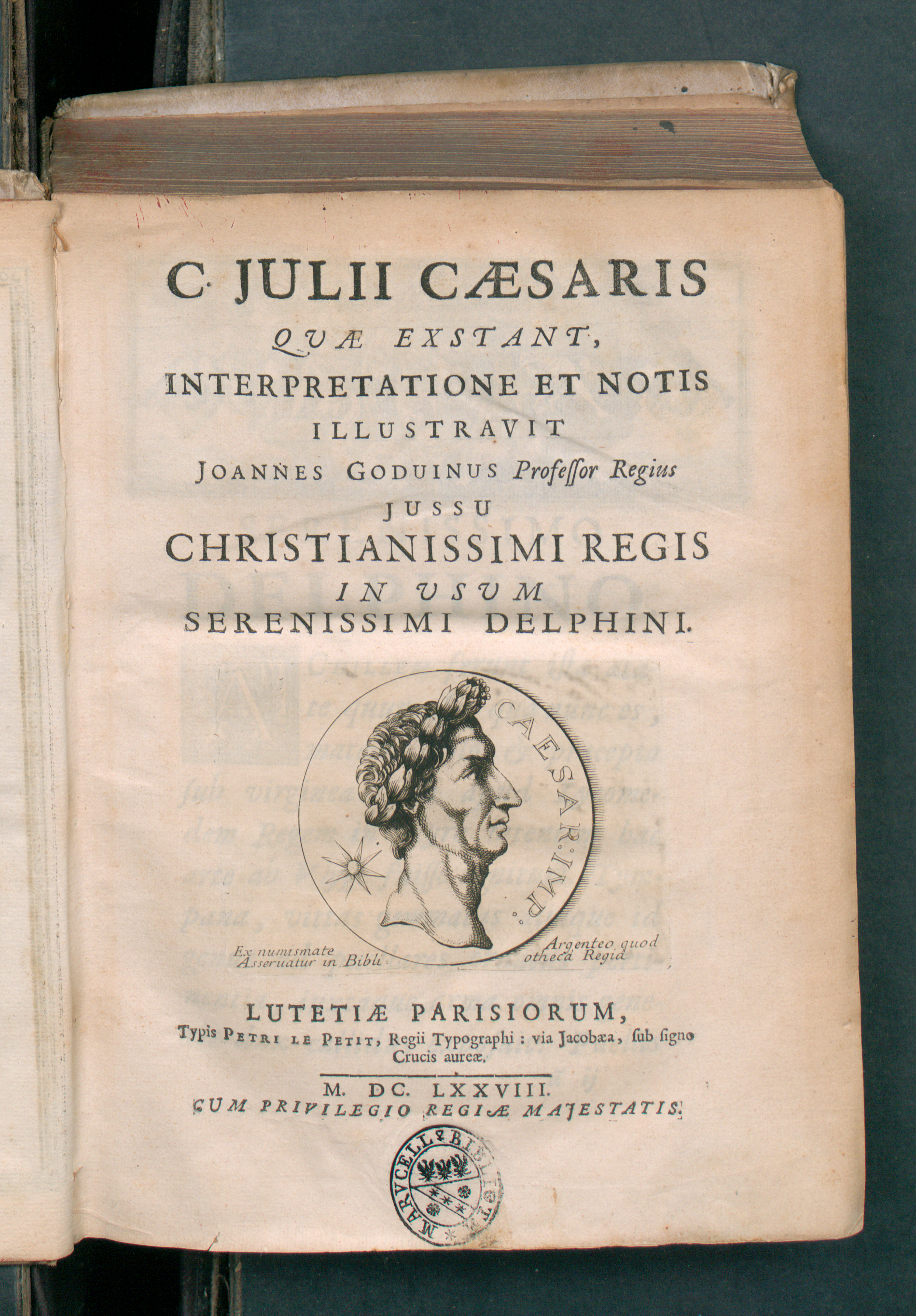
C. Iulii Caesaris quae extant, 1678.